# Antarktika
Antarktika (von altgriechisch ἀνταρκτικός antarktikos, deutsch ‚der Arktis gegenüber‘; seinerzeit Südpolland) ist der Südkontinent der Erde, auf dem auch der Südpol selbst liegt. Es liegt inmitten der Antarktis (Zone jenseits von 66,6° Breite), mit der er umgangssprachlich oft identifiziert wird. Weitere Bezeichnungen sind Südkontinent und antarktischer Erdteil. Antarktika hat eine Fläche von etwa 14 Millionen Quadratkilometern und ist nahezu vollständig vom antarktischen Eisschild bedeckt. Geografisch unterscheidet man die Regionen Westantarktika und Ostantarktika.
Klimatisch liegt praktisch der gesamte Kontinent in den hochpolaren Eiswüstenklimaten der südlichen Polarzone und nur sehr kleine Bereiche der antarktischen Halbinsel, in Küstennähe oder auf vorgelagerten Inseln, können den Tundrenklimaten zugeordnet werden.
Bereits seit der Antike wurde die Existenz eines unentdeckten Südkontinents vermutet und dieser Terra Australis („Südliches Land“) genannt. Mit der Erkundung des südlichen Pazifiks, Neuseelands und Australiens durch Abel Tasman im 17. Jahrhundert und James Cook im 18. Jahrhundert wurde dessen mögliche Lage auf die hohen südlichen Breitengrade eingeschränkt. Das Packeis des Südlichen Ozeans und die extremen Witterungsbedingungen machten jedoch eine Erkundung dieser Region lange unmöglich.
Erst zum Ende des 19. Jahrhunderts wurde durch Entdeckungen klar, dass im Inneren der Südpolarregion, für die der Name Antarktis geprägt war, tatsächlich Land von kontinentalen Ausmaßen liegt.

## Name
Antarktika hat die gleiche sprachliche Wurzel wie Antarktis: griechisch ἀνταρκτικός antarktikos, „der Arktis gegenüber“. „Arktis“ leitet sich wiederum vom altgriechischen Wort Άρκτος arktós für „Bär“ ab, was auf das Sternbild Großer Bär zurückgeht. In der Arktis gibt es keine vergleichbare polare Landmasse.
Im deutschen Sprachgebrauch wurde jedoch insbesondere nach 1920 der Name Antarktika ungebräuchlich, anders als in anderen Sprachen. Stattdessen etablierte es sich, mit „die Antarktis“ sowohl das gesamte Südpolargebiet als auch den darin liegenden Kontinent zu bezeichnen.
Aus der Doppelbedeutung des Wortes Antarktis folgt eine mangelnde Unterscheidung von Region und Kontinent. Dies kritisierte unter anderen der deutsche Polarforscher und Meeresbiologe Leonid Breitfuß 1946 in der Fachzeitschrift Polarforschung. Er forderte, die Begriffe, wie in anderen Sprachen üblich, zu unterscheiden und für die Region weiterhin Antarktis, für den Kontinent jedoch den Namen Antarktika zu verwenden.

## Geographie

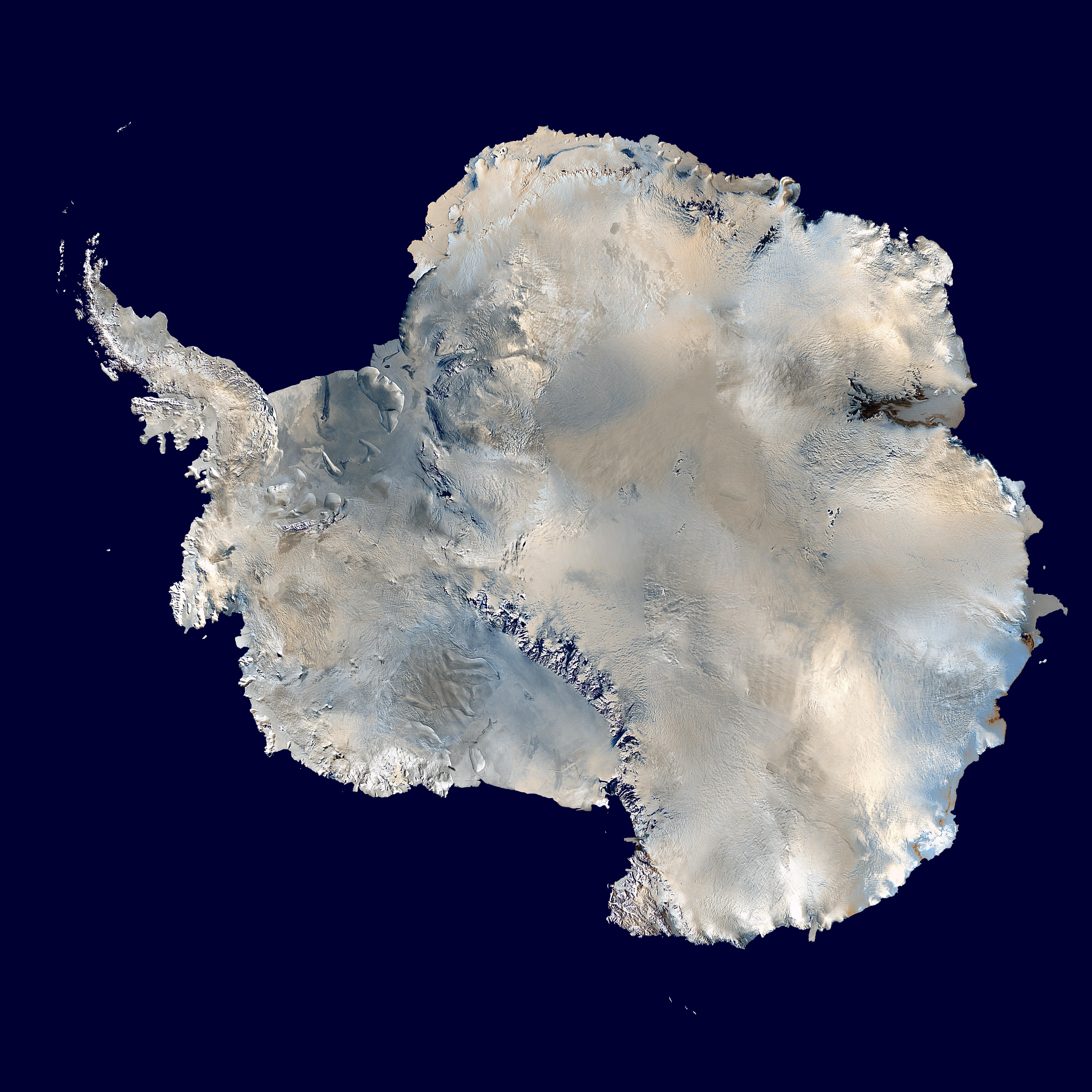
Antarktika, aus Satellitenfotos („Blue Marble“) zusammengesetztes Bild

Antarktika liegt vollständig südlich des 60. südlichen Breitengrades und ist vom Südlichen Ozean umgeben. Zum Kontinent gehören neben dem antarktischen Festland zahlreiche vorgelagerte Inseln auf dem Kontinentalschelf sowie die zahlreichen Schelfeistafeln.
Der nördlichste Punkt des antarktischen Festlandes ist Prime Head 23 km nordwestlich der Hope Bay im Norden der Antarktischen Halbinsel, auf 61° 0′ 3,6″ S. Der nördlichste Punkt des antarktischen Kontinents liegt auf einer der winzigen Seal Islands (auf 60° 56′ 5″ S), einer der zahlreichen vorgelagerten subantarktischen Inseln, rund acht Kilometer nördlich von Kap Yelcho, dem Nordpunkt von Elephant Island, einer der Südlichen Shetlandinseln. Die noch weiter nördlich gelegenen Südlichen Orkneyinseln dagegen werden gemeinhin nicht mehr zum Kontinent Antarktika gerechnet, obwohl auch sie noch vollständig südlich des 60. südlichen Breitengrades liegen.
Der südlichste Punkt des Kontinents ist der geographische Südpol in Ostantarktika.
Die nächstgelegenen größeren Landmassen sind Feuerland an der Südspitze Südamerikas, danach das Kap Agulhas in Südafrika sowie die Inseln Tasmanien und Neuseeland.

### West- und Ostantarktika

Geographische Karte Antarktikas

Man unterteilt den Kontinent Antarktika in die Subkontinente Westantarktika, welche größtenteils westlich des Meridians von Greenwich und östlich des 180. Längengrades liegt, und Ostantarktika, welche östlich des Meridians von Greenwich und westlich des 180. Längengrades liegt. Die beiden Großlandschaften werden durch das Transantarktische Gebirge geographisch geteilt.

#### Westantarktika
Westantarktika hat eine zerklüftete und in mehrere Halbinseln gegliederte Oberfläche, die hauptsächlich mit einem Eispanzer überzogen ist. Das Klima ist stärker ozeanisch geprägt, weshalb auch die Temperaturen nicht so extrem niedrig wie in Ostantarktika sind.
- Antarktische Halbinsel
  - Grahamland
  - Palmerland
- Edward-VII-Halbinsel
- Ellsworthland
- Marie-Byrd-Land

#### Ostantarktika
Die Oberfläche von Ostantarktika besteht aus einem einzigen, riesigen Eispanzer. Das Klima ist kontinental und nur wenig vom Meer geprägt, was zu extremen Temperaturen von bis zu −89,2 °C (gemessen am 21. Juli 1983) führt.
- Adélieland
- Amerikanisches Hochland
- Antarktische Trockentäler
- Coatsland
- Enderbyland
- Gamburzew-Gebirge
- Kaiser-Wilhelm-II.-Land mit Gaußberg
- Königin-Maud-Land
- Neuschwabenland
- Polarplateau
- Princess Elizabeth Land
- Prince Charles Mountains
- Viktorialand
- Wilkesland

In Ostantarktika liegt außer dem Südpol auch die Mitte des Kontinents, die als „Südpol der Unzugänglichkeit“ bezeichnet wird.

### Inseln

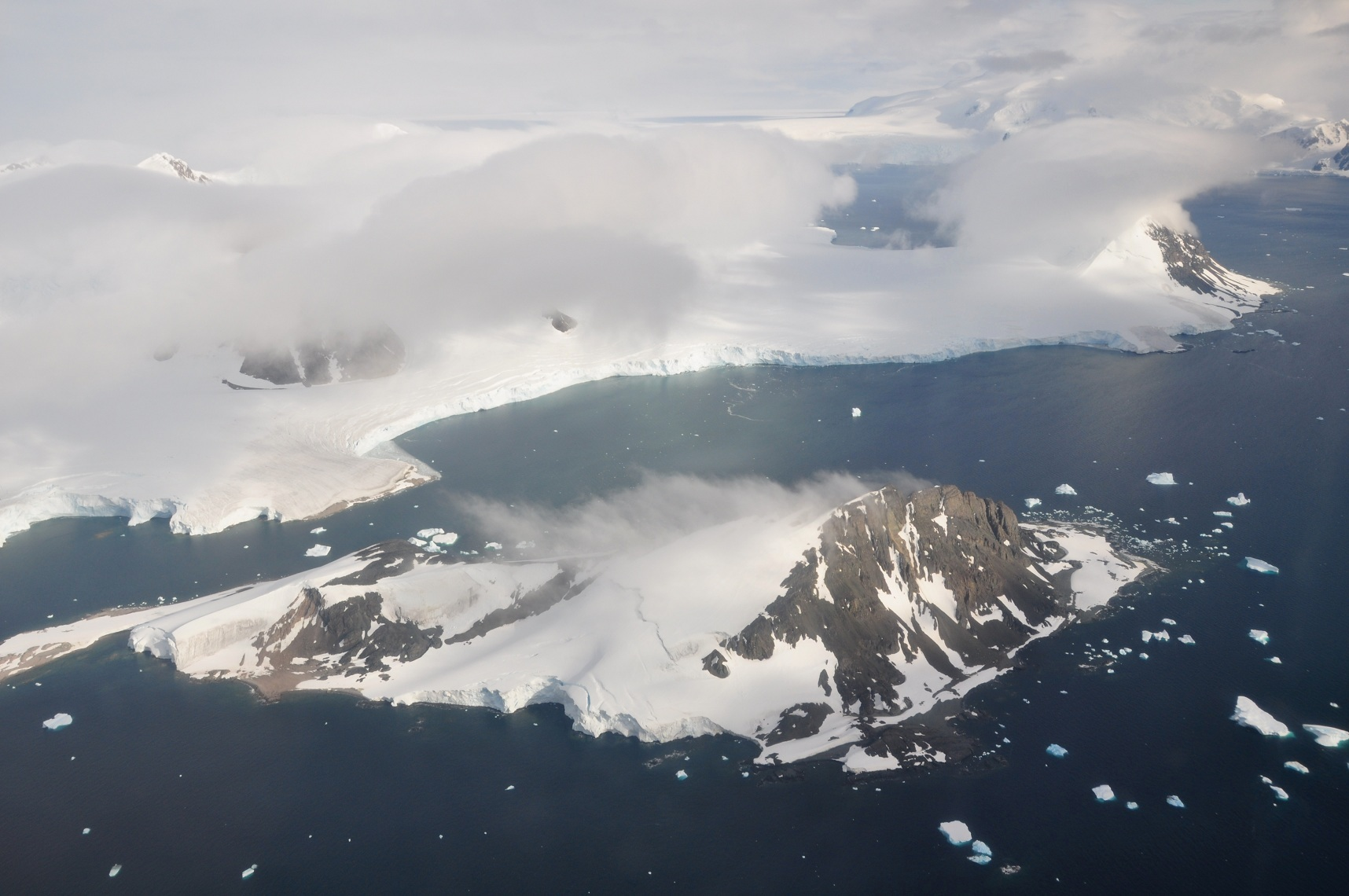
Webb Island vor der Adelaide-Insel

Einige der Inseln Antarktikas sind rundum von Meer umgeben, andere sind über das Schelfeis mit dem Kontinent verbunden, so dass ihr Inselcharakter nur unter dem Eis erkennbar wird. Zum Teil sind die Inseln vulkanischen Ursprungs.
Einige Inseln vor der Küste Antarktikas und im Südpolarmeer:
- Alexander-I.-Insel (die größte Insel Antarktikas)
- Berkner-Insel (zweitgrößte Insel Antarktikas, komplett vom Filchner-Ronne-Schelfeis umschlossen)
- Joinville-Inseln
- Roosevelt-Insel (größte Insel im Ross-Schelfeis)
- Ross-Insel (südlichste Insel, die von der See aus erreicht werden kann)
- Südliche Shetlandinseln
- Thurston-Insel (drittgrößte Insel Antarktikas)

### Gebirge

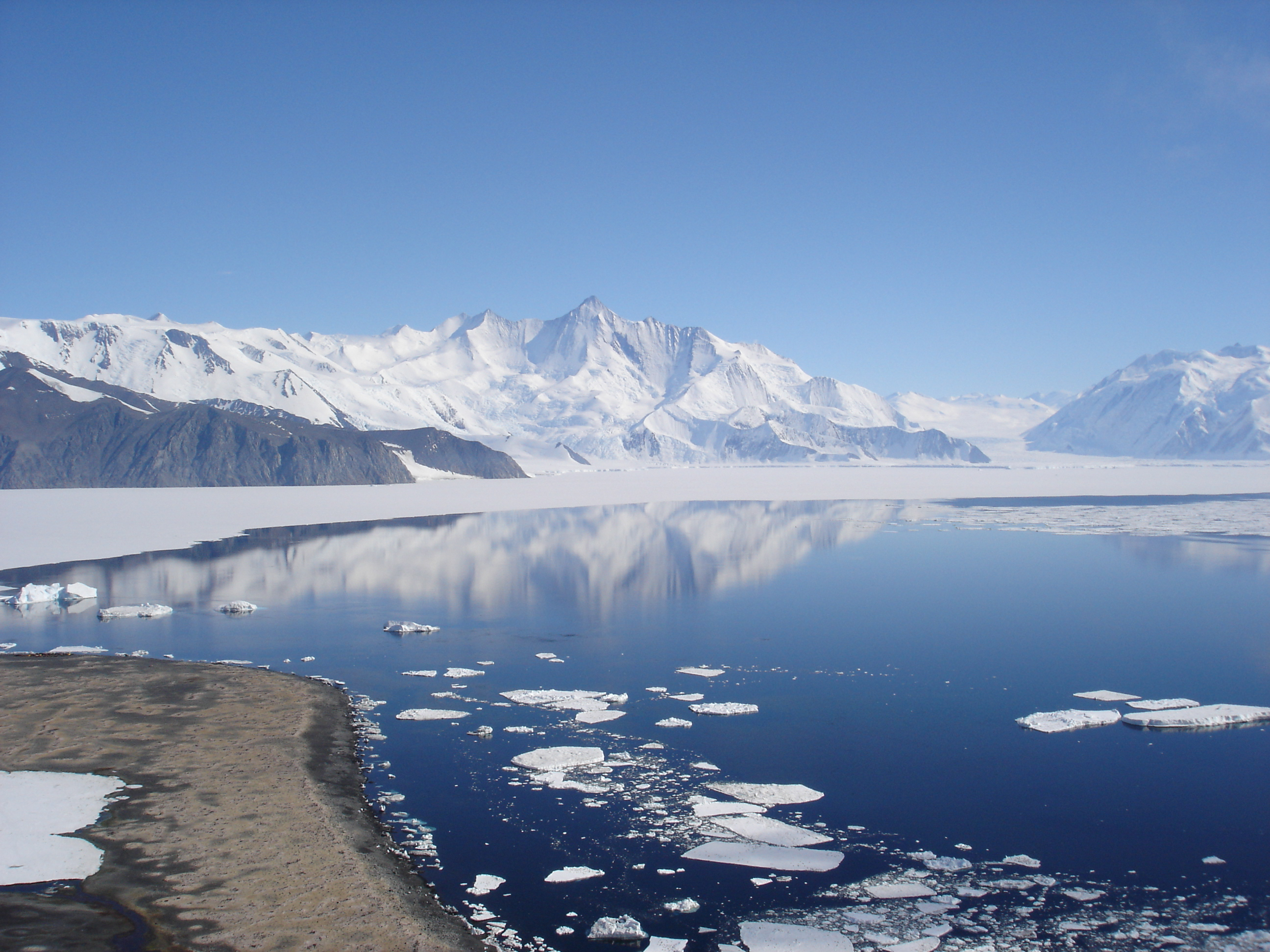
Mount Herschel (3335 m) in den Admiralitätsbergen in Viktorialand, vom Hallett-Kap aus gesehen

Die Gebirge Antarktikas liegen, vor allem im Landesinneren, teilweise vollständig unter dem Eisschild begraben (subglaziale Gebirge, bis zu 3500 m hoch). Es gibt jedoch auch Berge und Gebirge, die nicht oder nur zum Teil vom Eisschild bedeckt sind.
Der höchste Berg Antarktikas ist Mount Vinson (4892 m), gelegen in der Sentinel Range in Westantarktika. Der zweithöchste Gebirgszug ist die Queen Alexandra Range in Ostantarktika mit dem 4528 m hohen Mount Kirkpatrick.
Es gibt auch Vulkane in Antarktika, die zum Teil erloschen und zum Teil aktiv sind. Mit 4181 m der höchste ist der erloschene Mount Sidley in der Executive Committee Range. Der 3794 m hohe Mount Erebus, der sich auf der Ross-Insel im Westen des Rossmeeres befindet, ist der südlichste aktive Vulkan der Erde.
Die Vulkaninsel Deception Island besitzt als Besonderheit die einzigen bekannten Thermalquellen Antarktikas.

### Besonderheiten

#### Antarktischer Eisschild

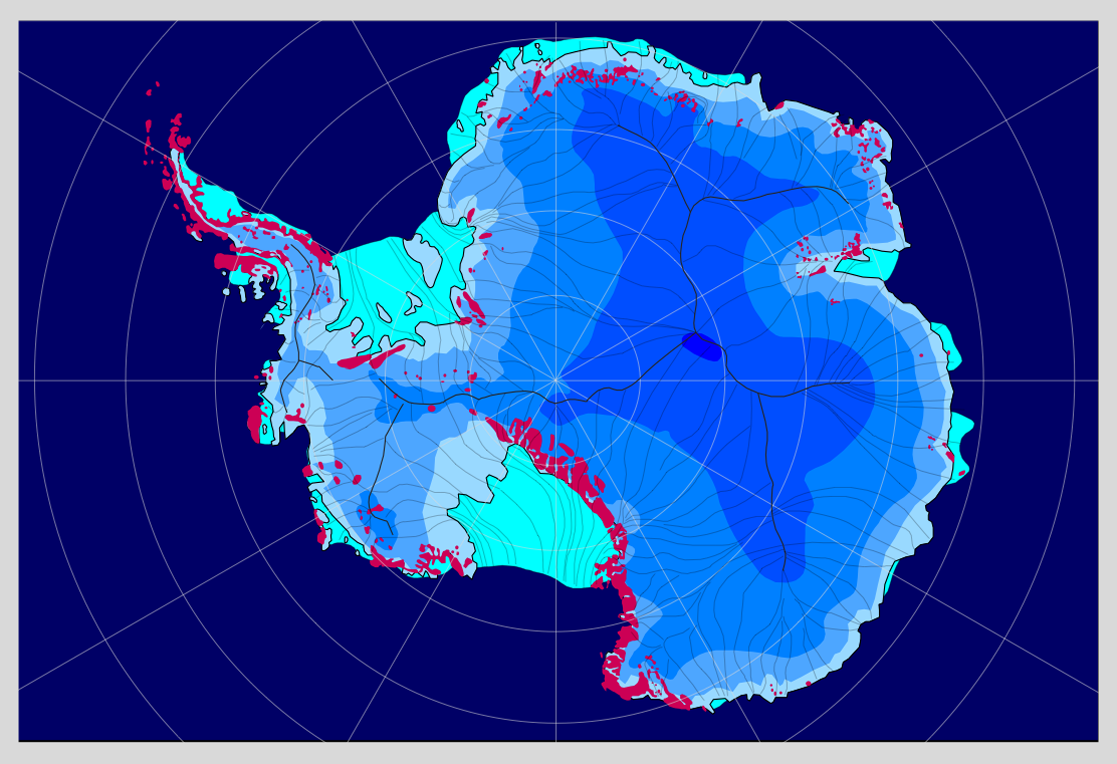
Ausdehnung und Struktur des antarktischen Eisschildes
– Blautöne zeigen die Eisdicke in Schritten von 1000 m
– dicke Linien: Eisscheiden
– dünne Linien: Fließlinien des Eises
– türkisfarben: Schelfeis
– rot: nicht von Eis bedecktes Land

Das auffälligste Merkmal des antarktischen Kontinents ist die fast völlige Vereisung. Der Antarktische Eisschild ist die größte Eismasse der Erde. Rund 90 % des irdischen Eises und 70 % der weltweiten Süßwasser-Reserven sind in dem bis zu 4500 m dicken Eisschild enthalten. Eine vergleichbare großflächige Vereisung gibt es auf der Erde gegenwärtig sonst nur in Grönland.
Nur etwa 280.000 km² des Kontinents sind eisfrei, was etwa zwei bis drei Prozent der Gesamtfläche entspricht. Die mächtigsten Eisschichten liegen im Marie-Byrd-Land im Westteil. Nur etwa 400 km von der Küste entfernt befindet sich an dieser Stelle ein tiefer subglazialer Graben, über dessen Grund sich das Eis 4776 m hoch erhebt. Die dünnsten Eisschichten findet man über den bis zu 3500 m hohen subglazialen Gebirgen im Inneren des Kontinents.
Als sich der antarktische Eisschild vor mehr als 30 Millionen Jahren bildete, senkte sich der Kontinent durch das enorme Gewicht der Eismassen in der Erdkruste ab. Bei einem Abschmelzen des Eises wird damit gerechnet, dass sich das Land wieder heben wird. Gleichzeitig würde beim vollständigen Abschmelzen der Meeresspiegel um etwa 61 Meter steigen.
Das Eis ist in ständiger Fließbewegung vom Landesinneren auf die Küsten zu. Geographische Linien, an denen das Eis in unterschiedliche Richtungen fließt, werden Eisscheiden genannt, analog zu Wasserscheiden.
Der Eiszuwachs und -abfluss halten sich nicht genau die Waage. Während der Eisschild in den Jahren 1992 bis 2001 im Schnitt noch 112 Milliarden Tonnen zunahm und zwischen 2003 und 2008 82 Milliarden Tonnen wuchs, verlor Antarktika zwischen 2008 und 2015 etwa 183 Mrd. Tonnen Eis pro Jahr, Tendenz steigend. Dies wird als Gletscherschmelze bezeichnet. Insbesondere die Antarktische Halbinsel ist aktuell vom Gletscherrückgang betroffen. Besonders drastisch wurde der Eisverlust deutlich bei der Auflösung großer Teile des Larsen-Schelfeises.
Die Glaziologie untersucht die Struktur, die Geschichte und die interne Dynamik des Eispanzers. Das Ziel der Untersuchungen liegt im Verständnis der zukünftigen Entwicklung der Antarktis und des Einflusses möglicher Veränderungen auf das Weltklima. Die wichtigsten Erkenntnisse werden hierbei aus der Untersuchung von Eisbohrkernen gewonnen.

#### „Land“ unter und über dem Meer

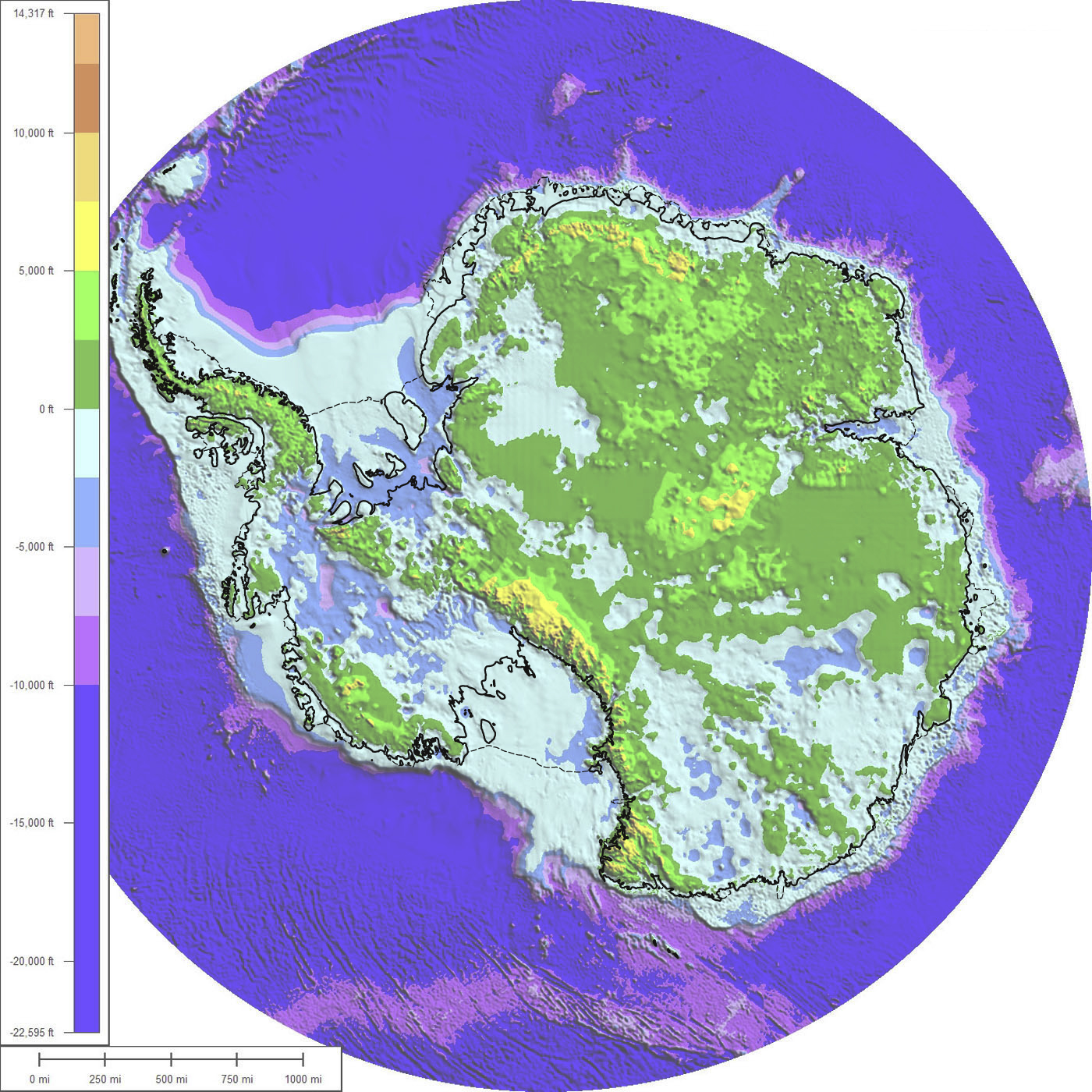
Antarktika ohne Eis, Regionen unter Meeresspiegelniveau in blau und violett. Berücksichtigt sind hier weder der durch die Eisschmelze bedingte Anstieg des Meeresspiegels noch die langfristige Anhebung der Kontinentalmasse durch das wegfallende Gewicht.

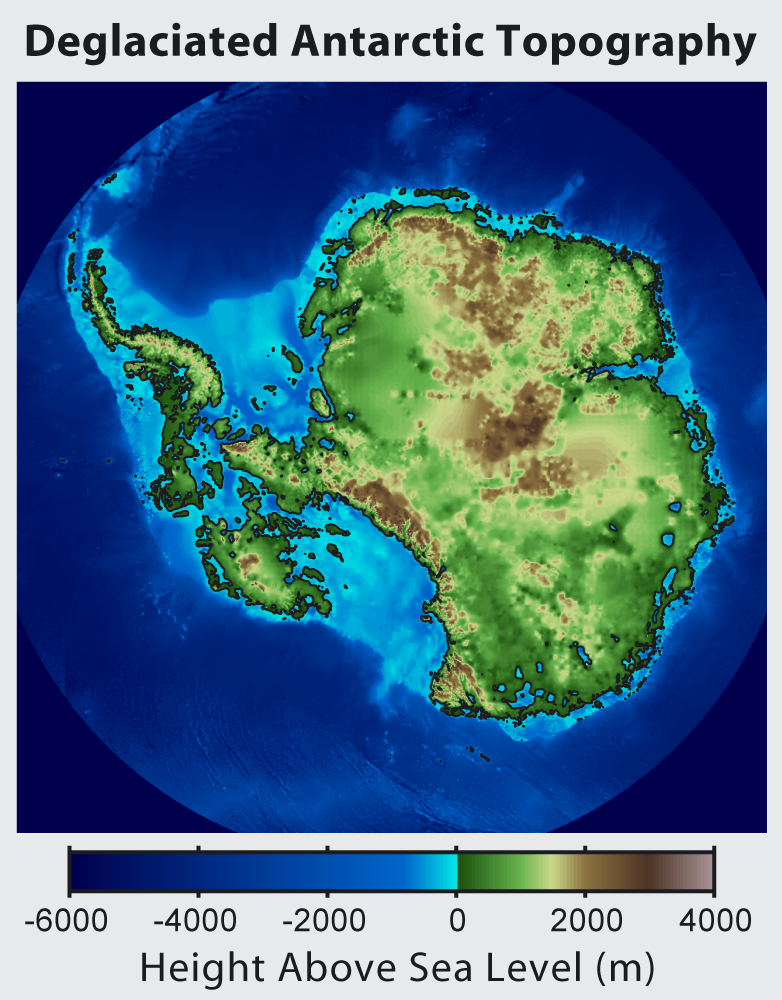
Diese topographische Karte Antarktikas ohne Eis berücksichtigt die isostatische Landhebung sowie den durch die Eisschmelze bedingten Anstieg des Meeresspiegels. Sie gibt damit eine Vorstellung, wie Antarktika vor 35 Millionen Jahren aussah, bevor sich die großen Eisschilde formten.

Das Süßwasser-Eis Antarktikas bildet den Großteil der „Land“oberfläche und wird daher zum Kontinent gerechnet. Große Teile von Antarktika liegen unter Meeresspiegelniveau, sind jedoch bis über Meeresspiegelniveau von Eis bedeckt und werden üblicherweise als Teil des Kontinents angesehen.
Der tiefste Punkt ist der 2496 m unter dem Meeresspiegel liegende Bentley-Subglazialgraben in Westantarktika (80° 19′ S, 110° 5′ W). Er galt bis 2019 als der tiefste nichtunterseeische Punkt der Erde.
Ohne Eisdecke würden die Umrisse des Kontinents völlig anders aussehen, als sie üblicherweise dargestellt werden. Westantarktika würde in drei große Teile zerfallen: die Antarktische Halbinsel, Marie-Byrd-Land und das Vinson-Massiv. Ostantarktika bestünde aus einer Landmasse mit riesigen Buchten (z. B. Aurora Subglacial Basin und Wilkes Subglacial Basin) und Fjorden (z. B. an der Stelle des heutigen Amery-Gletschers oder unter dem Südpol). Die ostantarktische Landmasse wäre übersät mit vielen Seen und Binnenmeeren, deren Grund teilweise weit unter den Meeresspiegel reicht.

#### Seen unter dem Eis
In Antarktika gibt es Seen aus flüssigem Wasser unter dem Eis, sogenannte subglaziale Seen. Diese bestehen vorrangig aus Süßwasser.

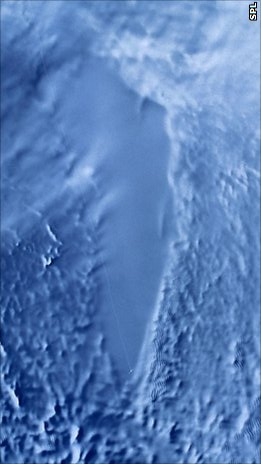
Radar-Aufnahme (RADARSAT-1) des Wostoksees aus dem All. Das Eis über dem See besitzt eine glatte Oberfläche.

Bisher wurden mehr als 150 subglaziale Seen gefunden. Der größte davon ist der Wostoksee, der 1996 durch Satellitenaufnahmen in der Nähe der russischen Wostok-Station entdeckt wurde. Er ist etwa 250 km lang, 50 km breit, hat eine Wassertiefe von bis zu 1200 m und liegt in einer Tiefe von 3700 bis 4100 Metern unter dem Eis. Dass der See trotz seiner Durchschnittstemperatur von −3 °C nicht gefroren ist, ist auf den hohen Druck von etwa 30 bis 40 Megapascal unter der Eisdecke zurückzuführen, da bei hohem Druck der Schmelzpunkt des Eises sinkt.
Daneben gibt es in Antarktika auch Oberflächenseen (mit teilweise ganzjährig zugefrorener Oberfläche) wie den Fryxellsee und hypersaline Seen wie den Don-Juan-See, der mit einem Salzgehalt von über 40 % als salzhaltigstes Gewässer der Erde gilt.

#### Flüsse
Eine weitere geographische Besonderheit Antarktikas ist das weitgehende Fehlen von oberflächlichen Flüssen. Der größte Fluss Antarktikas, der Onyx River, ist ein etwa 30 km langer Schmelzwasserfluss, der nur während des späten antarktischen Sommers (Februar, März) fließt.
Jedoch wurde 2006 entdeckt, dass die subglazialen Seen vermutlich durch ein Netzwerk subglazialer Flüsse untereinander verbunden sind und ein Druckausgleich und Wassertransport zwischen ihnen stattfindet. Die subglazialen Flüsse befinden sich teils über, teils unter Meeresspiegelhöhe.
Die 1911 entdeckten rotgefärbten Blood Falls bestehen aus eisenhaltigem hypersalinem Wasser, das aus einem subglazialen See stammt.

#### Antarktische Oasen
Als Antarktische Oasen werden große (weitgehend) eisfreie Regionen in Antarktika bezeichnet. Die größten Antarktischen Oasen werden von den Trockentälern im Viktorialand gebildet. Antarktische Oasen sind felsig und enthalten oft Süßwasserseen. In diesen Gebieten lässt sich die antarktische Flora und Fauna erkunden. Sie sind außerdem für die Suche nach Fossilien bedeutsam.
Beispiele:
- Bunger-Oase
- Schirmacher-Oase

#### Gletscher und Eisströme

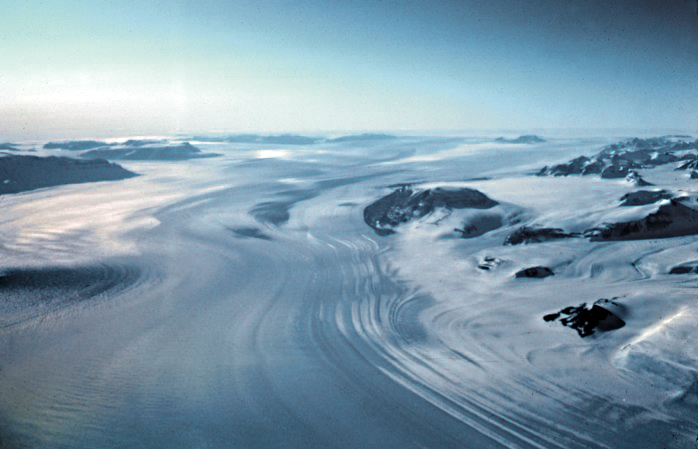
Gletscher in Antarktika

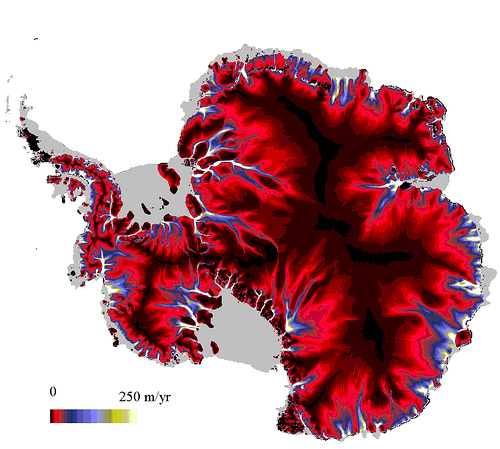
Geschwindigkeit der Gletscher Antarktikas. Die Farben geben die unterschiedlichen Strömungsgeschwindigkeiten des Eises an.

Die antarktischen Eismassen bewegen sich beständig fließend in Richtung der Küsten des Südlichen Ozeans. Dabei gibt es Bereiche, in denen sich das Eis signifikant schneller bewegt als in angrenzenden Bereichen, diese werden Eisströme genannt. Sie sind eine spezielle Form von Gletschern.
Die Eisströme können Hunderte von Kilometern lang sein, 50 km breit, 2 km hoch, und ihre Geschwindigkeit kann bis zu 1000 Meter pro Jahr betragen. An den Rändern der Eisströme treten Scherkräfte auf, die das Eis verformen und weicher machen. Dort entstehen zahlreiche Gletscherspalten.
Die meisten Eisströme Antarktikas werden Gletscher genannt, aber nicht jeder Gletscher ist auch ein Eisstrom. Dort, wo Eisströme ins Meer strömen, können Gletscherzungen („Eiszungen“) weit ins Meer hinaus ragen.
Beispiele:
- Lambertgletscher – mit etwa 400 km Länge und etwa 100 km Breite längster und größter Gletscher der Erde, bedeutendster Eisstrom Ostantarktikas
- Denman-Gletscher – mit 3500 Metern unterhalb des Meeresspiegels tiefste Stelle auf einem Kontinent der Erde
- Axel-Heiberg-Gletscher – 1911 von Roald Amundsen entdeckt, der über ihn am 14. Dezember 1911 als erster Mensch den Südpol erreichte
- Beardmore-Gletscher – über ihn gelangte Robert Falcon Scott am 18. Januar 1912 zum Südpol
- Pine-Island-Gletscher – der am stärksten abfließende Gletscher Westantarktikas
- Mertz-Gletscher – seine Zunge wurde im Februar 2010 vom Eisberg B-9B gerammt und zerbrach daraufhin in zwei Teile

#### Schelfeise

Die größten Schelfeistafeln Antarktikas (Stand: 2007).
Ross (472960 km²)
Filchner-Ronne (422420 km²)
Amery (62620 km²)
Larsen C (48600 km²)
Riiser-Larsen (48180 km²)
Fimbul (41060 km²)
Shackleton (33820 km²)
George VI (23880 km²)
West (16370 km²)
Wilkins (13680 km²)

Etwa 44 % der Küstenlinie Antarktikas ist Schelfeis. Dies sind Süßwassereisplatten von etwa 100 bis 1000 Metern Dicke, die nicht auf Land aufliegen, sondern als starre Gebilde auf dem Meerwasser schwimmen. Sie werden von Gletschern gespeist und sind fest mit diesen verbunden. Das Gletschereis gleitet über den kontinentalen Fels, bis es ab einem bestimmten Punkt, der Aufsetzlinie, von Meerwasser unterflossen wird. Ab dieser Linie wird es Schelfeis genannt und schiebt sich als zusammenhängende Platte ins Meer hinaus. An seiner Kante brechen fortwährend Eisberge unterschiedlichster Ausmaße ab, dies wird als „Kalben“ bezeichnet. Große von Schelfeis stammende Eisberge, die für die Antarktis typisch sind, werden aufgrund ihrer flachen Form Tafeleisberge genannt.
Zu den größten antarktischen Schelfeisen zählen:
- Amery-Schelfeis
- Filchner-Ronne-Schelfeis
- Fimbul-Schelfeis
- George-VI-Schelfeis
- Larsen-Schelfeis
- Riiser-Larsen-Schelfeis
- Ross-Schelfeis
- Shackleton-Schelfeis
- West-Schelfeis
- Wilkins-Schelfeis

Per Definition werden die Schelfeisgebiete zum Kontinent gerechnet. Die genaue Lage ihrer Aufsetzlinien ist schwierig zu bestimmen und kartographisch festzuhalten, wie auch ihre sich ständig verändernden Abbruchkanten. Durch das Kalben von großen Eisbergen verändern sich somit fortwährend die Umrisse des Kontinents und seine Größe. Der größte bisher gemessene zusammenhängende Eisberg, der im Jahr 1956 gesichtet wurde, hatte Ausmaße von 335 km × 97 km und eine Fläche von etwa 31.000 km² und war somit größer als Belgien.
Im Unterschied zum Schelfeis wird das aus Salzwasser bestehende Packeis, das Antarktika vor allem im Winter großflächig umgibt, nicht mit zum Kontinent gerechnet.

## Geologie
Antarktika liegt heute im Zentrum einer Kontinentalplatte (Antarktische Platte) und ist an allen Seiten von mittelozeanischen Rücken umgeben. Nur die der Antarktischen Halbinsel vorgelagerten Südlichen Shetlandinseln liegen auf einer eigenen Mikroplatte (Scotia-Platte).
Ostantarktika enthält in Enderbyland die mit drei Milliarden Jahren ältesten Gesteine des Kontinents und ist ein präkambrischer Kraton, der in den letzten 500 Millionen Jahren keine nennenswerte Umformung erfahren hat. Westantarktika ist geologisch deutlich jünger und heterogener. Es entstand, als beginnend im Jura Mikrokontinente an Ostantarktika angelagert wurden. Mitte der Kreidezeit kam es zu einem Rifting, Marie-Byrd-Land entfernte sich wieder mehrere hundert Kilometer von Ostantarktika und es bildete sich der Bentleygraben. Der jüngste Teil Antarktikas ist die Antarktische Halbinsel. Sie ist ein Faltenstrang der Anden und entstand vor 80 bis 60 Millionen Jahren.
Durch den antarktischen Kontinent, vom Victorialand über die Ross-Insel und Marie-Byrd-Land bis zur Antarktischen Halbinsel, zieht sich ein Gürtel von zum Teil noch aktiven Vulkanen, darunter der knapp 3800 m hohe Mount Erebus auf der Ross-Insel. Seine Fortsetzung findet dieser Gürtel auf den Südlichen Shetlandinseln sowie auf den Balleny-Inseln.
Projekte, die wesentlich zur geologischen Erforschung der Antarktis beigetragen haben, sind u. a. die GANOVEX-Expeditionen der Bundesanstalt für Geowissenschaften und Rohstoffe, die Polarstern-Expeditionen des Alfred-Wegener-Instituts und das Cape Roberts Project.

### Erdgeschichtliche Entwicklung

Fossilien zeigen, wie die Kontinente in Gondwana verbunden waren.

Abgesehen von den im Phanerozoikum aufgetretenen drei Eiszeitaltern bildete Antarktika ein überwiegend lebensfreundliches Habitat mit mild-gemäßigtem Klima und relativ vielfältiger Flora und Fauna. Während dieser Zeit war Antarktika ein Bestandteil des Großkontinents Gondwana beziehungsweise vom späten Paläozoikum bis in das Mesozoikum des Superkontinents Pangaea. Anhand von Fossilien lässt sich die ehemalige Anordnung der heute getrennten Kontinente in Gondwana rekonstruieren. Die nebenstehende Darstellung zeigt dies exemplarisch anhand der Reptilien Cynognathus, Mesosaurus und Lystrosaurus sowie des Farns Glossopteridales.
Im späten Jura begann Gondwana zu zerfallen. Zunächst hingen Antarktika und Australien noch zusammen und bildeten in der Kreide gemeinsam einen Kontinent Ost-Gondwana. Ein großer Teil dieses Doppelkontinents lag bereits sehr weit südlich innerhalb des Polarkreises. Jedoch war das Erdklima in der Kreide deutlich wärmer als heute, und der Südpol war unvergletschert. In der frühen Kreide, vor 145 bis 100 Millionen Jahren, lebten auch Dinosaurier auf dem Kontinent, beispielsweise Cryolophosaurus und Leaellynasaura, belegt durch Fossilfunde. Der damalige Lebensraum hat keine Entsprechung zu den heute existierenden Lebensräumen der Erde: Die Tier- und Pflanzenwelt war besonders an die lange Dunkelheit in der Polarnacht angepasst.
Für die Zeit nach dem weltweiten Massenaussterben an der Kreide-Paläogen-Grenze wird vermutet, dass Antarktika eine reiche Beuteltierfauna beherbergte, obwohl diese Annahme bisher nur durch eine beschränkte Anzahl von Fossilien gestützt wird. Auch Terrorvögel (Phorusrhacidae) lebten in dieser Zeit in Antarktika. Vor etwa 45 Millionen Jahren trennten sich Antarktika und Australien.

### Glaziale und Interglaziale

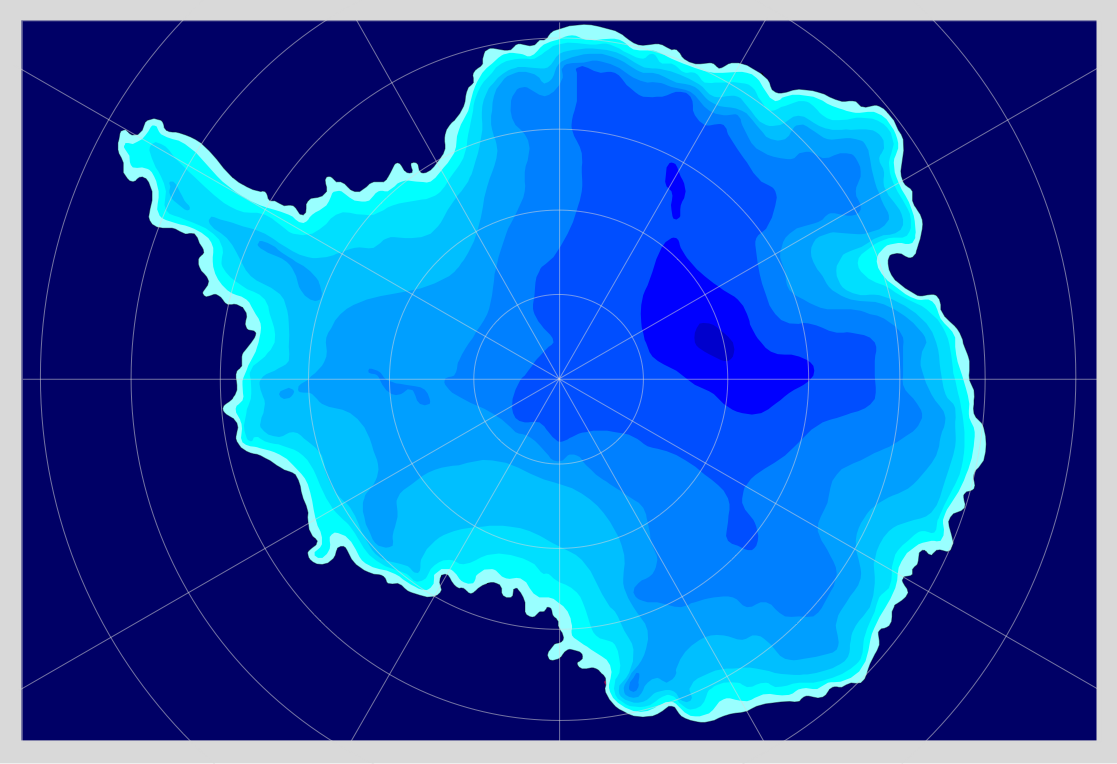
Antarktika im Glazial (Kaltzeit)
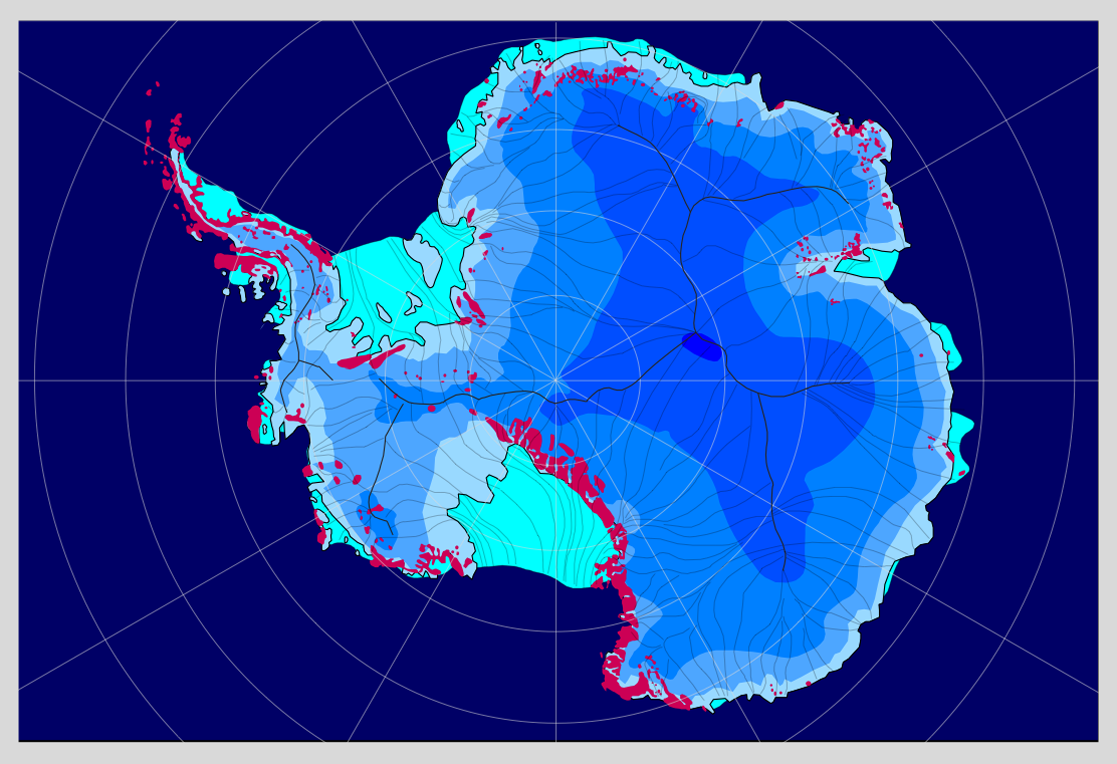
Antarktika im Interglazial (Warmzeit)

Mit Beginn des Känozoischen Eiszeitalters vor rund 34 Millionen Jahren kam es zu ersten nennenswerten Gletscherbildungen. Etwa zur selben Zeit, an der Wende der erdgeschichtlichen Epochen von Eozän und Oligozän, öffnete sich zwischen Antarktika und Südamerika unter zunehmender Vertiefung die Drakestraße (nach einem Vorstadium im späteren Eozän mit plattentektonischen Verschiebungen und einer Absenkung der Kontinentalsockel). Die dadurch ausgelöste Entstehung des Antarktischen Zirkumpolarstroms, der den Kontinent nunmehr im Uhrzeigersinn umkreiste, von wärmeren Meeresströmungen abschnitt und auf diese Weise thermisch isolierte, beschleunigte den Vereisungsprozess, der in seiner Frühphase zusätzlich von den zyklisch variierenden Erdbahnparametern gesteuert wurde. Im Zuge dieser Entwicklung wurden die bis dahin den Kontinent bedeckenden Wälder einschließlich der darin lebenden Fauna verdrängt.
Der im Neogen verstärkt einsetzende Abkühlungstrend wurde zuerst von einer Erwärmungsphase im späten Oligozän und anschließend von einem Klimaoptimum im Miozän vor rund 17 bis 15 Millionen Jahren unterbrochen. Im Verlauf
dieser weltweiten und mit ariden Bedingungen verknüpften Erwärmung, an der wahrscheinlich massive CO2-Ausgasungen des Columbia-Plateaubasalts maßgeblich beteiligt waren, verloren die antarktischen Inlandsgletscher einen Teil ihrer Masse, ohne jedoch ganz abzuschmelzen. Simulationen unter Einbeziehung des damaligen CO2-Levels deuten darauf hin, dass die Kernbereiche des Ostantarktischen Eisschilds nach gegenwärtigem Kenntnisstand von der Erwärmung im Mittleren Miozän nur in relativ geringem Umfang betroffen waren.
Im Pliozän erreichte der Antarktische Eisschild seine heutige Ausdehnung von 14 Millionen km². In der Folgezeit und verstärkt seit Beginn der Quartären Vereisungsphasen nahm jedoch das Volumen der Eisbedeckung ständig zu, bis zu einer Mächtigkeit von stellenweise 4.500 Meter.
Innerhalb der Vereisungszyklen wechselten sich Kaltzeiten (Glaziale) und Warmzeiten (Interglaziale) ab. Während der Glaziale war die Vergletscherung Antarktikas wesentlich größer als während der Interglaziale. Auch der Meeresspiegel schwankte entsprechend der unterschiedlich starken Vergletscherung. Im letzten Glazial (vor 115.000 bis 11.700 Jahren) lag er um etwa 135 Meter niedriger als heute. Darauf folgte die gegenwärtige Warmzeit, das Holozän, mit 5 bis 6 °C höheren Temperaturen und vergleichsweise geringer Eisbedeckung.
Durch die Analyse von Eisbohrkernen konnten detaillierte Informationen über die Klimageschichte der Erde gewonnen werden. Die ältesten Eisbohrkerndaten reichen bis zu 900.000 Jahre in die Vergangenheit und umfassen mehr als acht Eiszeit-Zyklen.

## Kartographische Darstellung

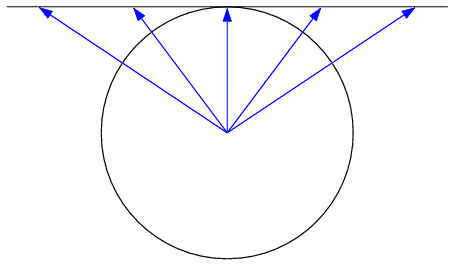
Beispiel: gnomonische Projektion

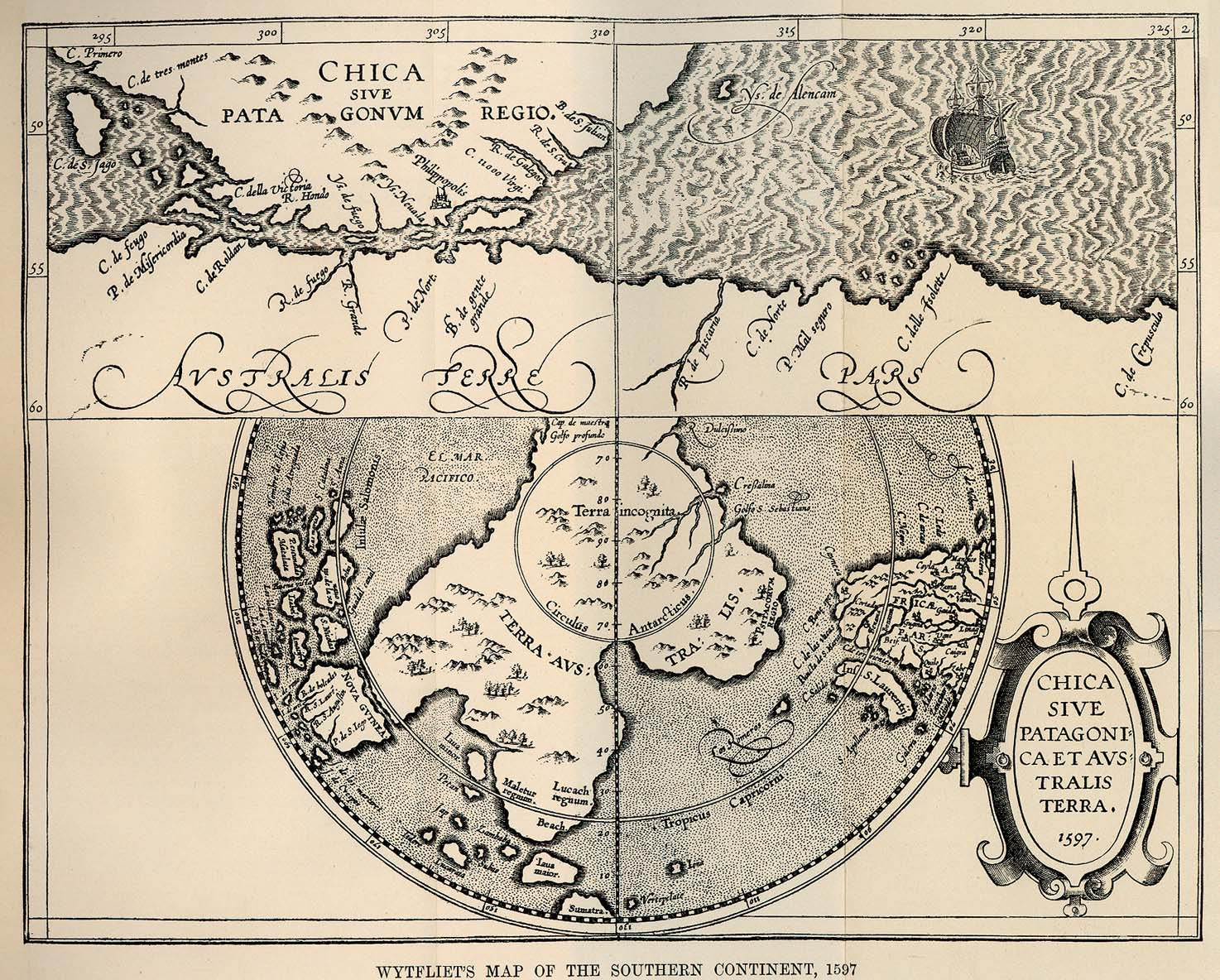
Der Südkontinent (Terra Australis-Antarktis) in Cornelius van Wytfliets Atlas von 1597.

Aufgrund der polaren Lage Antarktikas verwenden Karten, die diesen Kontinent darstellen, meist eine polständige azimutale Abbildung. Dabei liegt der Berührpunkt der Abbildungsebene im Südpol. Meridiane werden als sternförmig vom Südpol ausgehende Geraden, Breitenkreise als konzentrische Kreise um den Südpol dargestellt. Es gibt verschiedene solcher Abbildungen, z. B.:
- die stereografische Projektion (winkeltreu und kreistreu)
- die gnomonische Projektion, bei der das Projektionszentrum im Erdmittelpunkt liegt (geradentreu)
- die orthografische Azimutalprojektion (längentreu entlang der Breitenkreise)
- die mittabstandstreue Azimutalprojektion (längentreu in den Entfernungen vom Südpol)
- die flächentreue Azimutalprojektion (flächentreu)

Da bei zentraler Abbildung des geografischen Südpols jede Richtung von dort weg eine nördliche ist, bedarf es einer anderen Konvention für eine einheitliche Lageorientierung von Antarktiskarten. Hierbei wird die Karte nach einem Längengrad orientiert. Häufig ist der Nullmeridian oben. Das hat den Vorteil, dass sich Westantarktika links von Ostantarktika befindet. Gelegentlich wird aber auch der Nullmeridian nach rechts orientiert, so dass die westlichen Längengrade als Winkel dem in der Mathematik üblichen Koordinatensystem entsprechen (90° W oben usw.).
Detailkarten von Antarktika, die nicht den Südpol enthalten, sind davon abweichend oftmals wieder mit Norden nach oben ausgerichtet.

## Klima
Antarktika ist durch seine polare Lage unter allen Kontinenten in jeder Hinsicht ein klimatischer Extremfall.

### Jahreszeiten und Tageslängen

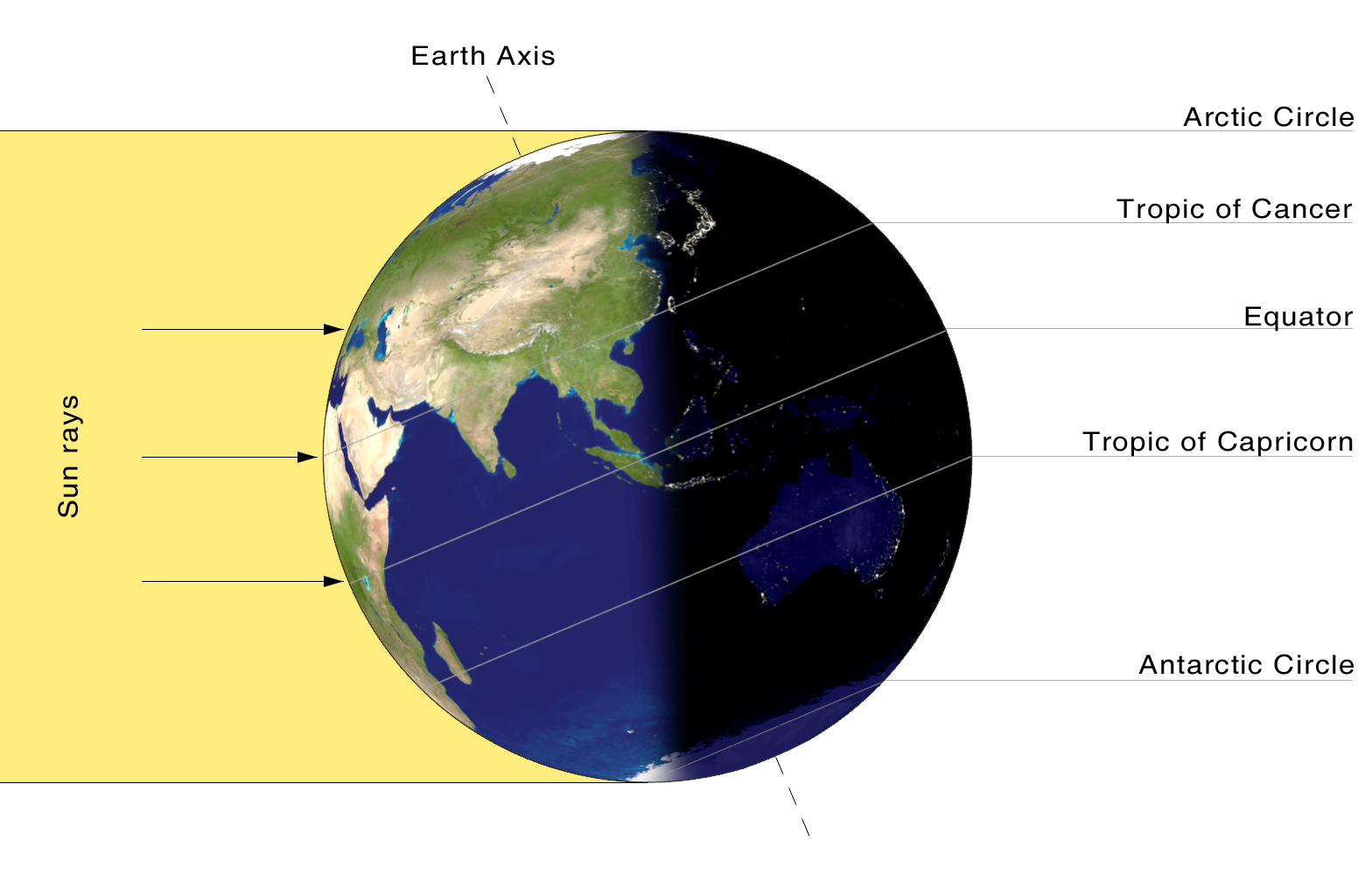
Antarktika im Winter (Polarnacht)

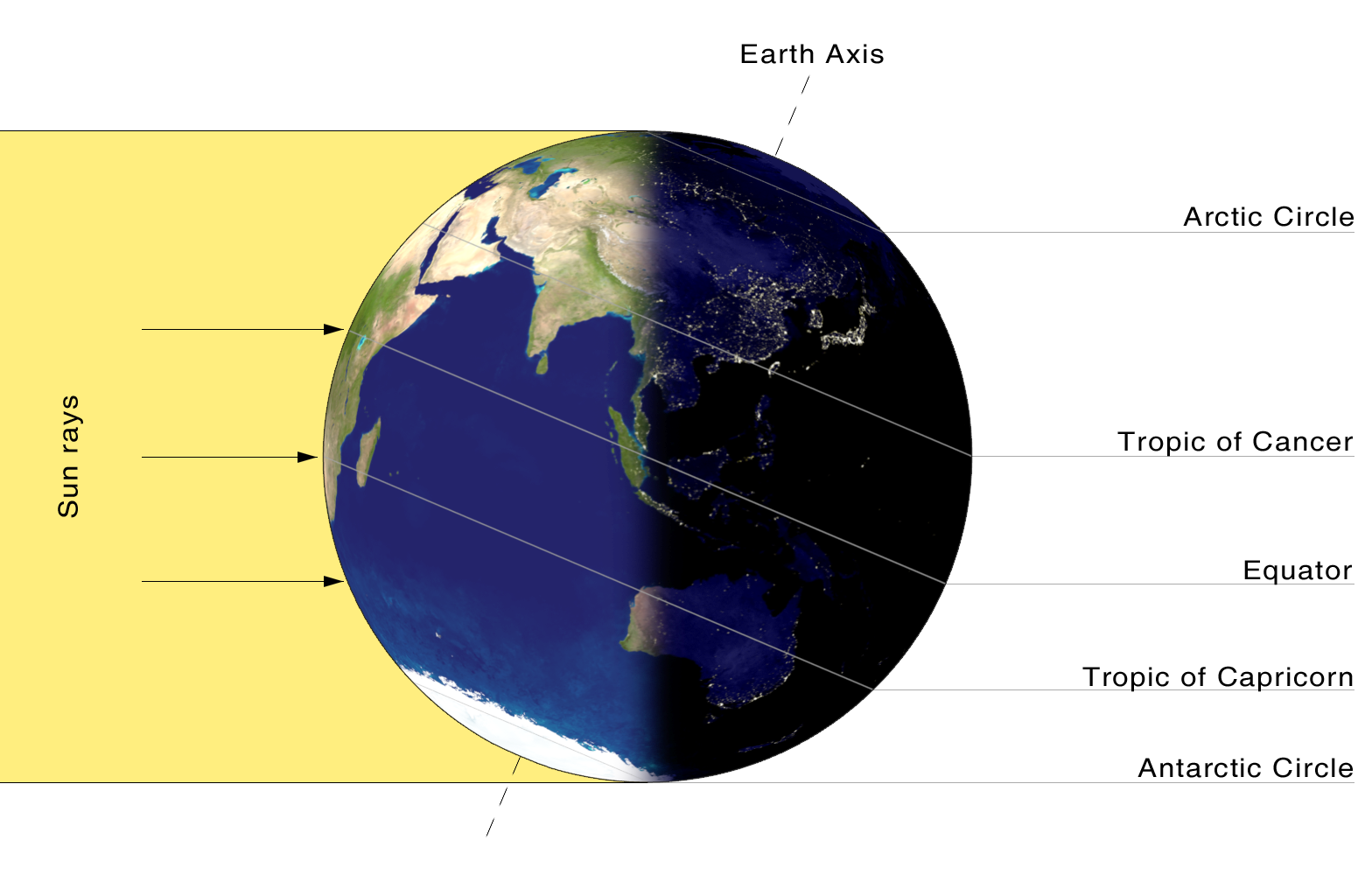
Antarktika im Sommer (Polartag)

Antarktika ist geprägt von zwei Jahreszeiten, die Winter und Sommer genannt werden.
Im antarktischen Winter (etwa März bis September) scheint die Sonne, je nach Breitengrad, nur wenige Stunden täglich oder gar nicht (Polarnacht). Im antarktischen Sommer (etwa September bis März) hingegen scheint sie, je nach Breitengrad, nahezu oder tatsächlich 24 Stunden am Tag (Polartag) und kreist dabei linksherum über den gesamten Himmel. In der Übergangszeit pendelt die Sonne unter und über den Horizont; diese Wochen sind von Dämmerung geprägt. Siehe dazu auch den Artikel Tageslänge.

### Wetter

#### Temperaturen
Antarktika ist der kälteste Kontinent der Erde. Die inländische Jahresdurchschnittstemperatur liegt bei −55 °C. Die Monatsmitteltemperaturen variieren aufgrund der Tageslänge. Auf dem Polarplateau erreichen die Temperaturen zwischen −40 und −68 °C und an der Küste zwischen etwa −18 °C im Juni und einigen Grad über null im wärmsten Monat Januar. Die tiefste jemals auf der Erde in der freien Natur gemessene Temperatur beträgt −89,2 °C, sie wurde am 21. Juli 1983 von der sowjetischen Wostok-Station auf dem Polarplateau aufgezeichnet.
Im Dezember 2013 wurde in Satellitenmessdaten ein neuer Minusrekord entdeckt. Die vom 10. August 2010 stammenden Daten des NASA-Satelliten „Landsat“, welcher regelmäßig den Südkontinent überfliegt, zeigten hinter einem ausgedehnten etwa 3800 Meter hohen Gebirgsrücken ein mehr als 2000 Kilometer langes Kältetal: Die Temperaturen lagen dort fast überall unter −80 °C. Innerhalb des Messgebietes, in einer Eissenke, wurde für jene Polarnacht ein neuer Kälterekord von −93,2 °C nachgewiesen.
Der Kälterekord wurde vom Satelliten allerdings direkt auf dem Eis gemessen, das alte Minimum an der Wostok-Station hingegen zwei Meter über dem Boden, wo es etwas wärmer ist. Der Unterschied zwischen Boden und Luft in der Höhe beträgt aber nur ein bis maximal zwei Grad. Trotzdem werden offizielle Temperaturen von Meteorologen immer in der Luft gemessen. Somit gilt der neue Wert zwar als technisch nachgewiesen, ist jedoch nicht meteorologisch akzeptiert.
Es gibt mehrere Gründe für die extrem niedrigen Temperaturen Antarktikas:
- Aufgrund der hohen geographischen Breite erhält das Land nur eine geringe Sonneneinstrahlung.
- Der antarktische Zirkumpolarstrom trennt den Kontinent von warmen Meeresströmungen.
- Schnee und Eis besitzen eine hohe Albedo, die den größten Teil der eingestrahlten Sonnenenergie reflektiert.
- Die niedrigen Lufttemperaturen führen zu einer äußerst geringen Luftfeuchtigkeit. Da Wasserdampf am wirksamsten die Wärmeabstrahlung verhindert, verliert das Land sehr viel Wärme an das All.
- Antarktika ist der Kontinent mit der höchsten durchschnittlichen Erhebung.
- Über den Polen ist die Troposphäre nur 8 km dick.

#### Niederschlag und Winde
In der Regel handelt es sich bei den antarktischen Niederschlägen um Schnee. Im Jahresdurchschnitt sind das etwas über 40 l/m² im Inneren des Erdteils. Nach niederschlagsorientierter Definition sind diese Gebiete also eine Wüste – mithin die größte der Welt. Zur Küste hin nimmt der Schneefall jedoch deutlich zu.
Die polare Lage und die vom Polarplateau zur Küste hin wehenden katabatischen Fallwinde wirken nicht nur auf den Kontinent selbst bestimmend, sondern auch auf das angrenzende Polarmeer. Im Juli 1972 wurde bei der Dumont-d’Urville-Station eine Windgeschwindigkeit von 327 km/h (91 m/s) gemessen.

## Flora und Fauna

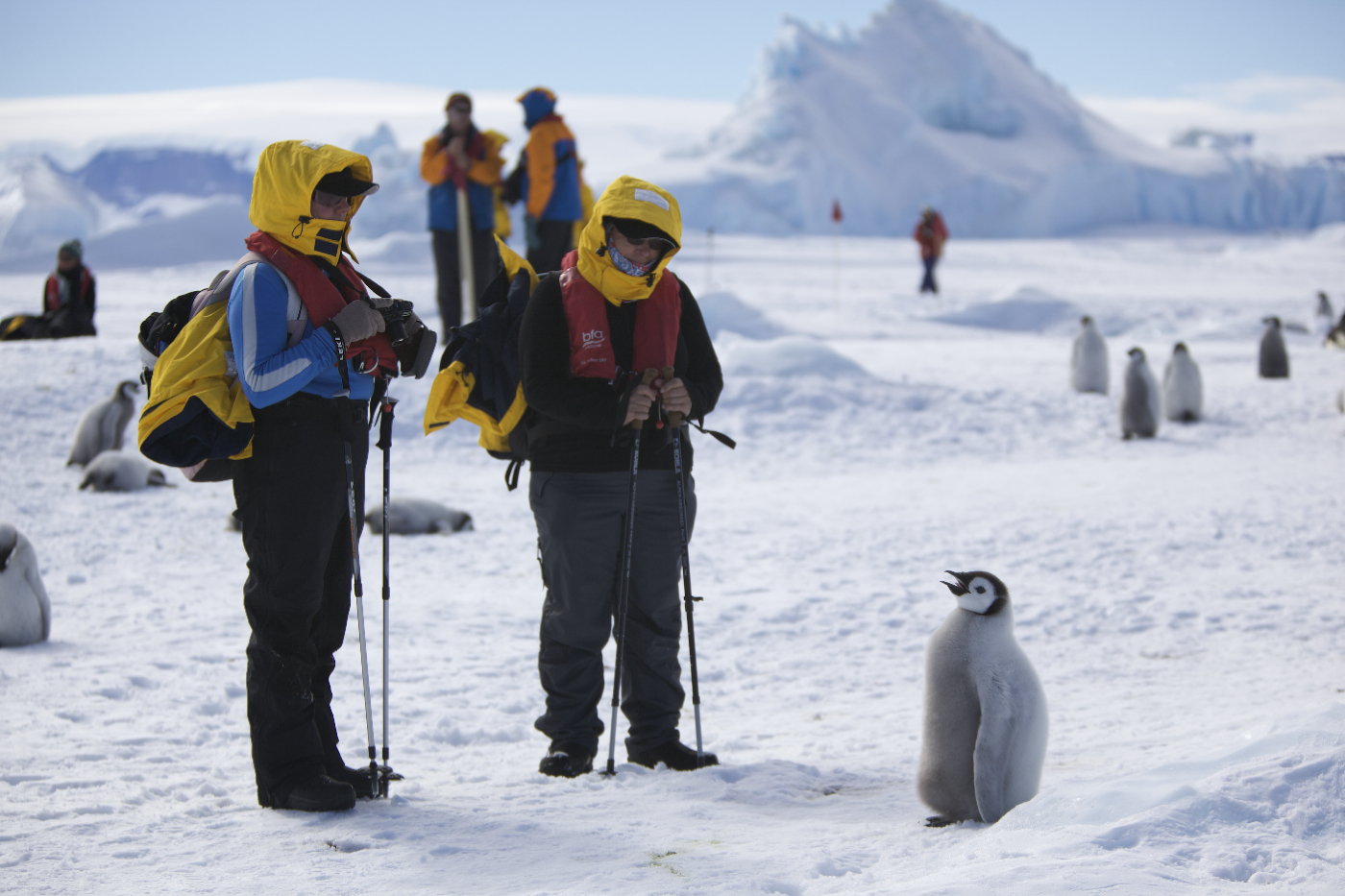
Menschen und junge Kaiserpinguine auf Snow Hill Island, Antarktika

Während der Südliche Ozean und die riesige Packeiszone, die Antarktika umgeben, sowie die vorgelagerten Inseln voller Leben sind, ist das Innere des Kontinents öde und leer, da hier kaum höher entwickelte Lebensformen vorgefunden werden. Stattdessen werden diese Gebiete vorwiegend von Mikroorganismen, Moosen und Flechten sowie einigen wirbellosen Tieren bevölkert. Dafür sind diese Ökosysteme einzigartig auf der Erde. Zum einen liegen sehr extreme Umweltbedingungen vor, zum anderen ist die Region – durch Ersteres bedingt – noch weitgehend frei von menschlichen Einflüssen.
Ein ungewöhnliches und zugleich sehr einfaches Ökosystem liegt in den Trockentälern nahe der McMurdo-Station vor, das vorwiegend von Mikroorganismen, Moosen und Flechten und einigen wirbellosen Tieren bevölkert wird. Durch die wenigen vorkommenden Organismen können die Zusammenhänge und gegenseitigen Beziehungen sowie ihre Anpassung an die extremen Lebensbedingungen sehr umfassend untersucht werden.
Überraschenderweise stellte man fest, dass sich das Leben nicht nur auf die wenigen eisfreien Regionen beschränkt, sondern auch an unerwarteten Stellen nachgewiesen werden kann. In den Trockentälern wurden zum Beispiel Algen und Flechten gefunden, die innerhalb von Sandsteinfelsen leben. Selbst in den Weiten des antarktischen Eispanzers wurden in kleineren Eisspalten und Schmelzwasserseen auf den Gletschern verschiedene Algen und andere Organismen gefunden.

### Flora

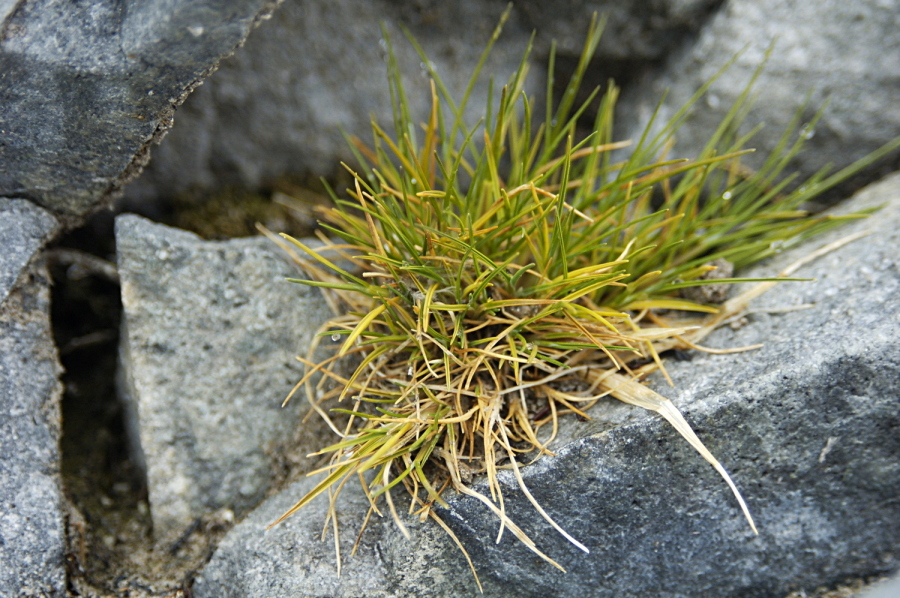
Antarktische Schmiele (Deschampsia antarctica) auf Petermann Island

Antarktika bildet zusammen mit den angrenzenden Gebieten ein eigenes Florenreich, das antarktische Florenreich. Es umfasst Antarktika, die Südinsel Neuseelands und den südwestlichen Teil Patagoniens und beherbergt 13 unterschiedliche Pflanzengattungen, wie zum Beispiel die Südbuche (Nothofagus), Gunnera oder Fuchsia, von denen die meisten allerdings nicht in Antarktika selbst beheimatet sind.
Aus der gesamten Antarktika sind nur zwei einheimische Blütenpflanzen bekannt: die Antarktische Schmiele (Deschampsia antarctica) und das Nelkengewächs Antarktische Perlwurz (Colobanthus quitensis). Durch den Menschen eingeschleppt wurden jedoch auch der Kriechende Hahnenfuß (Ranunculus repens), die Wasser-Segge (Carex aquatilis), die Rispengräser Poa annua und Poa pratensis sowie die Vogelmiere (Stellaria media).
Neben diversen Algen wurden mittlerweile mehr als 200 Flechtenarten, mehr als 100 Arten von Moosen und Lebermoosen sowie etwa 30 Macrofungi gefunden.

### Fauna
Charaktertiere Antarktikas sind die Pinguine, Meeresvögel, die nur zum Brüten an Land kommen. Von den 18 Pinguinarten brüten aber nur fünf auf Antarktika und seinen unmittelbar vorgelagerten Inseln, die größte Art Kaiserpinguin, der Adeliepinguin, der Eselspinguin, der Zügelpinguin und der Goldschopfpinguin, die letzten drei Arten aber nur auf der antarktischen Halbinsel. Weitere Brutvögel des antarktischen Festlandes sind der Schneesturmvogel, der Antarktiksturmvogel, die Antarktikskua (Stercorarius maccormicki), die Dominikanermöwe und der Weißgesicht-Scheidenschnabel (auch hier die beiden letzten Arten nur auf der antarktischen Halbinsel).
An der Küste und auf Inseln leben vier Robbenarten, alle aus der Familie der Hundsrobben (Phocidae), der Krabbenfresser, mit mehreren Millionen Exemplaren eine der individuenreichsten Großtierarten der Erde, die Weddellrobbe, die weiter südlich lebt als jedes andere Säugetier, der Seeleopard, ein Fressfeind der Pinguine, und die seltene Rossrobbe, die die kleinste antarktische Robbe ist. Die größte Robbe, der Südliche See-Elefant, ist nur auf antarktischen Inseln anzutreffen. Die Paarung und die Jungenaufzucht der Robben finden an Land oder auf dem Packeis statt.
Eine 12 Millimeter große, flügellose Zuckmückenart namens Belgica antarctica gehört zu den zwei einzigen Diptera-Arten, die auf den das Hauptland umgebenden Inseln leben. Nur ungefähr 0,5 % der Kontinentalfläche sind eisfrei. Zu diesen Flächen gehören zum einen sogenannte Nunataks, z. B. im Königin-Maud-Land oder in den Prince Charles Mountains, zum anderen aber auch eisfreie Gebiete in niedrigeren Höhenlagen, die Antarktischen Trockentäler („Dry Valleys“). Nicht alle eisfreien Gebiete sind von Leben besiedelt. Dies ist vermutlich zum einen dem Umstand geschuldet, dass die Umweltbedingungen oft zu harsch sind, um Leben zu ermöglichen. Zum anderen sind diese Flächen sehr isoliert, und es ist deswegen möglich, dass Leben sich nicht über hunderte von Kilometern Eis ausbreiten konnte. Zur charakteristischen Fauna der eisfreien Inlandgebiete zählen Fadenwürmer, Milben und Bärtierchen. Die größten landlebenden Tiere in den eisfreien Inlandgebieten sind verschiedene Arten von Springschwänzen. Es wurden auch Lebewesen tief – bis zu 872 m – unter dem Eis der Antarktis gefunden.

## Geschichte
Da der Kontinent im Verlauf der Menschheitsgeschichte erst sehr spät entdeckt und in neuerer Zeit zwar erkundet, aber nicht besiedelt wurde, ist auch die Geschichte vergleichsweise ereignisarm. Einen zeitlichen und geographischen Gesamtüberblick bietet hierzu die Zeittafel der Menschheitsgeschichte.

### Annahmen und Annäherung

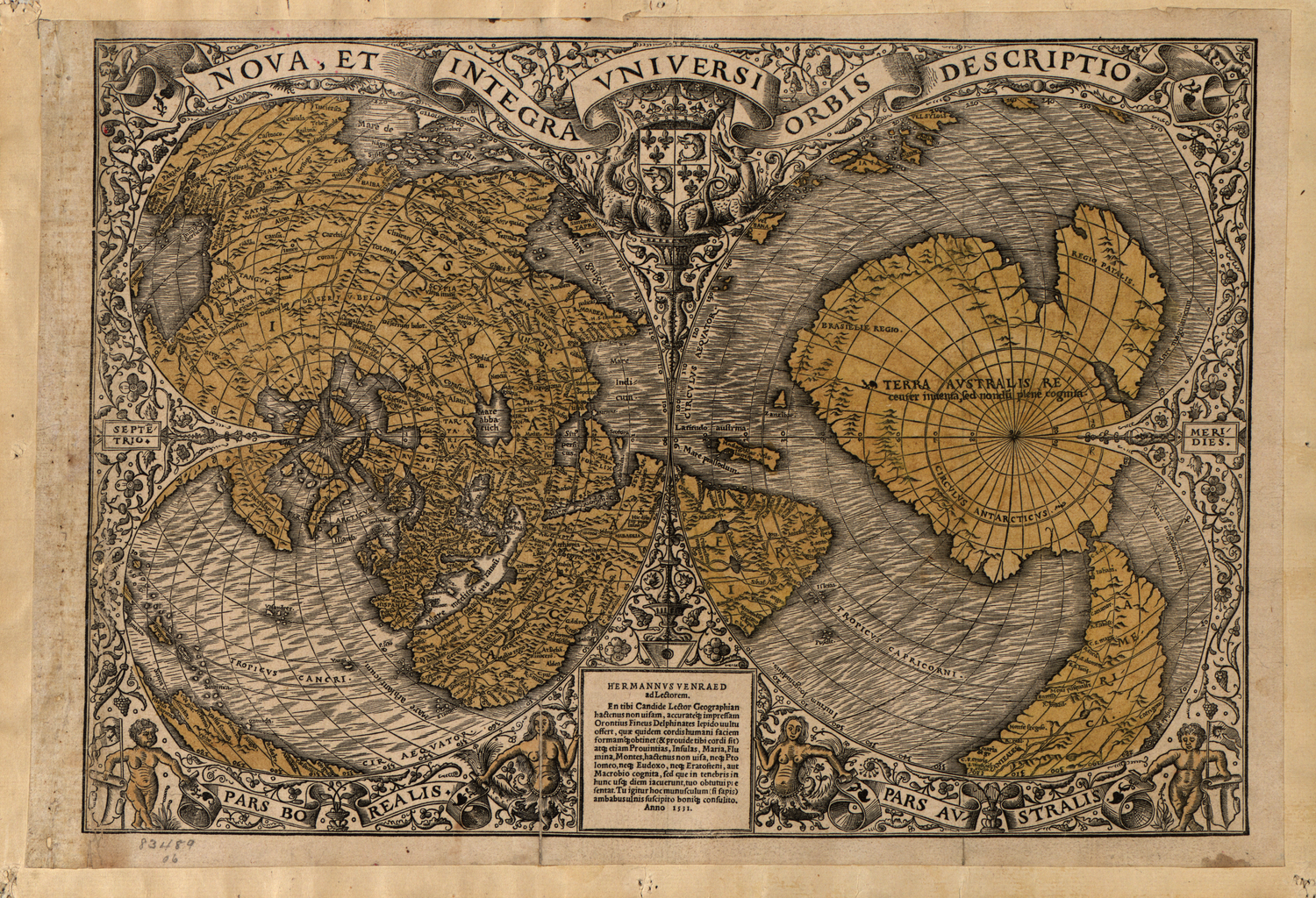
Weltkarte des Orontius Finaeus aus dem Jahr 1531, Südhemisphere mit hypothetischer Terra Australis

Lange vor der Entdeckung Antarktikas im Jahre 1820 nahm man die Existenz eines riesigen Südkontinents an, der ein Gegengewicht zu den Landmassen der Nordhalbkugel bilden sollte. Dieser Kontinent namens Terra Australis ist auf zahlreichen Weltkarten der frühen Neuzeit abgebildet. Da einige dieser Darstellungen, zum Beispiel die Karte des Piri Reis von 1513, die Karte des Orontius Finaeus von 1531, die Karte von Gerhard Mercator von 1569 oder die Karte von Philippe Buache von 1754, gewisse Ähnlichkeiten mit der tatsächlichen Lage und Form Antarktikas aufweisen, gibt es Autoren, die vermuten, dass der Kontinent bereits lange vor dem offiziellen Datum 1820 entdeckt wurde. Insbesondere für die Karte von Piri Reis ist dies jedoch weder die einzige noch die plausibelste Deutungsmöglichkeit.
Allerdings widerspricht die Weltkarte von Samuel Dunn (1794) einer früheren Annahme eines antarktischen Kontinents. Die Karte verzeichnet einen Southern Icy Ocean, der bis zum Südpol reicht.

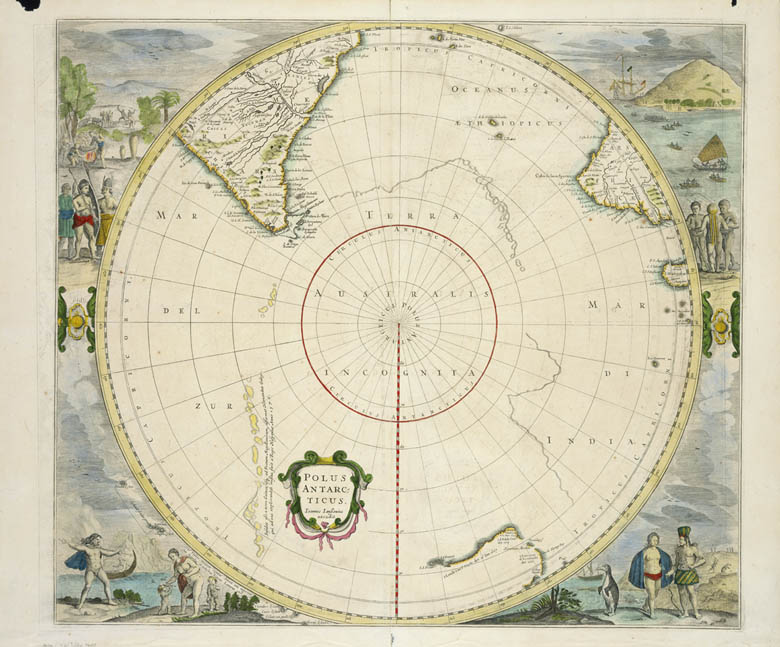
Entdeckungsstand bis zur Reise Abel Tasmans nach einer Karte von Hendrik Hondius aus dem Jahr 1650

Tatsächlich aber gibt es keinerlei Beweise für die Anwesenheit von Menschen in Antarktika vor dem 19. Jahrhundert. Allerdings wurden durchaus schon Entdeckungsreisen im Südpolargebiet unternommen, so wurden zum Beispiel die Südlichen Shetlandinseln wahrscheinlich bereits 1599 durch Dirck Gerritz Pomp oder Gabriel de Castilla 1603 entdeckt. James Cook durchkreuzte den Südlichen Ozean in den Jahren von 1772 bis 1775 und überquerte dabei 1773 als wahrscheinlich erster Mensch den Südlichen Polarkreis, aber Packeis verhinderte, dass er Antarktika selbst zu Gesicht bekam.

### Entdeckung und Polerkundung
Die erste Sichtung Antarktikas kann nicht mit absoluter Sicherheit an einem Ereignis festgemacht werden: Kapitän Fabian von Bellingshausen von der russischen Marine, Kapitän Edward Bransfield von der britischen Marine und der US-amerikanische Robbenjäger Nathaniel Palmer sichteten Antarktika innerhalb weniger Tage oder Wochen, wahrscheinlich war Bellingshausen am 16. Januarjul. / 28. Januar 1820greg. der erste. Die erste Landung fand nur ein Jahr später durch den US-amerikanischen Robbenjäger John Davis am 7. Februar 1821 statt. Der englische Seefahrer James Weddell konnte bei guten Witterungsbedingungen 1823 im nach ihm benannten Weddell-Meer bis auf 74° 15′ Süd vorstoßen. Der französische König beauftragte daraufhin Jules Dumont d’Urville, diesen Rekord zu brechen, doch dessen Reise 1837–1838 war erst im zweiten Anlauf erfolgreich, als er das Adelie-Land sichtete.
Nachdem 1831 der arktische Magnetpol lokalisiert wurde, brach James Clark Ross mit seinen Schiffen Erebus und Terror 1839 zum antarktischen Magnetpol auf. Auf der Suche danach konnte Ross zwar dessen ungefähre Position bestimmen, ihn aber nicht erreichen. Dabei kartierte er auch das Rossmeer, eine Seeregion, die später nach ihm benannt wurde.
Die eigentliche Eroberung Antarktikas aber begann 1895 mit dem 6. Internationalen Geographischen Kongress, der in Londons Imperial Institute stattfand. Am 3. August wurde auf diesem Kongress eine Resolution verabschiedet, die die Wissenschaftler der Welt zu Expeditionen aufforderte: „the exploration of the Antarctic regions is the greatest piece of geographical exploration still to be undertaken“. In einer Zeit, in der die gesamte Welt entdeckt schien, empfand man die Antarktis als letzten unbekannten Flecken der Erde, und die Eroberung dieses Teils der Erde wurde zur Metapher für den Triumph des Imperialismus. In diesem Sinne sagte Leonard Darwin, der Präsident der Royal Geographical Society während eines Abschiedsessens für Robert Falcon Scott, bevor dieser zu seiner Antarktisexpedition aufbrach:
„Scott is going to prove once again that the manhood of our nation is not dead and that the characteristics of our ancestors who won the Empire still flourish among us.“
Bis 1900 fanden lediglich die Belgica-Expedition unter Leitung von Adrien de Gerlache de Gomery und die Southern-Cross-Expedition unter Leitung von Carsten Egeberg Borchgrevink statt. Die erste Antarktisexpedition von Scott (Discovery-Expedition 1901–1904) näherte sich dem Südpol bis auf 480 Meilen.

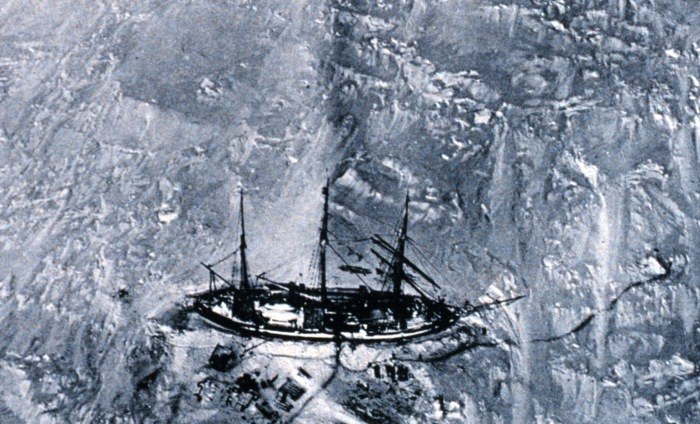
Die im Eis eingeschlossene Gauß am 29. März 1902 während der ersten deutschen Südpolarexpedition.
Das Foto wurde aus einem Fesselballon aufgenommen und ist eine der ersten Luftaufnahmen in der Antarktis.

Zeitgleich mit Scott führten Otto Nordenskjöld die Schwedische Antarktisexpedition und Erich von Drygalski die erste deutsche Südpolarfahrt, die Gauß-Expedition. Ausgestattet mit dem Schiff Gauß entdeckten die Forscher das Kaiser-Wilhelm-II.-Land und sichteten aus dem Korb eines Fesselballons den Gaußberg.
Die Nimrod-Expedition (1907–1909) von Ernest Shackleton, ehemals Mitglied von Scotts Mannschaft, näherte sich dem Südpol bis auf 97 Meilen, bevor sie zur Umkehr gezwungen war.
Am 14. Dezember 1911 erreichte Roald Amundsen im Rahmen der norwegischen Fram-Expedition als Erster den Südpol. Erst einen Monat später kamen Robert Falcon Scott und seine Begleiter am Pol an, obwohl sie zuerst in Antarktika gelandet waren. Scott wurde auf seinem Rückweg durch einen Schneesturm aufgehalten – er und alle seine Begleiter starben in der Kälte (siehe Terra-Nova-Expedition).
Neben Amundsen, Scott und Shackleton gilt Douglas Mawson als vierter großer Antarktisentdecker dieser Zeit. Er war erst Mitglied der Nimrod-Expedition unter Leitung von Shackleton, bevor er 1911–1914 die Aurora-Expedition in die Antarktis leitete.
Die Zweite Deutsche Antarktisexpedition unter der Leitung von Wilhelm Filchner entdeckte 1912 mit dem für neun Monate im Packeis eingeschlossenen Expeditionsschiff Deutschland das Filchner-Ronne-Schelfeis und das Prinzregent-Luitpold-Land.
Eine der legendärsten Expeditionen der Antarktis ist jedoch die 1914 begonnene Expedition Endurance, die zum Ziel hatte, Antarktika zu überqueren, jedoch ebenso wie das Expeditionsschiff Deutschland im Packeis eingeschlossen wurde.

### Systematische Erkundung aus der Luft

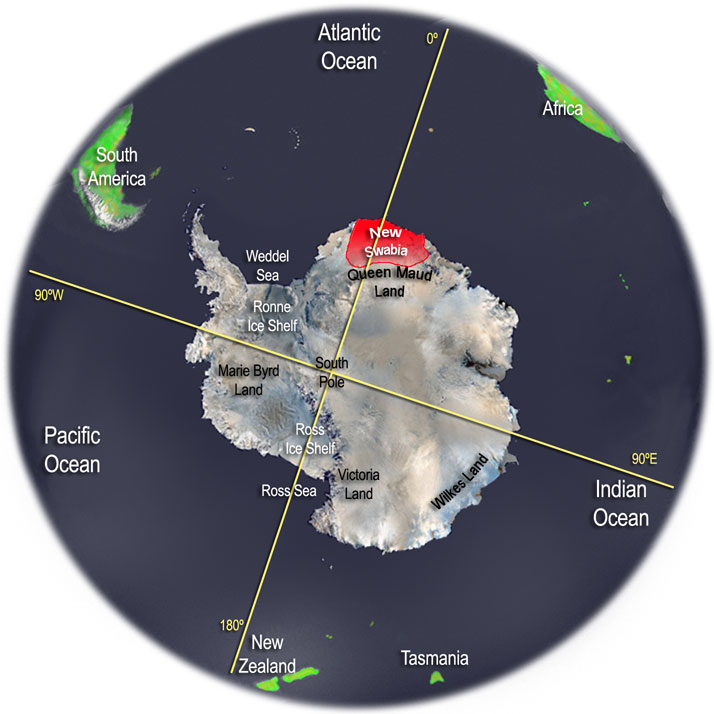
Das rot hinterlegte Territorium zeigt die von der Deutschen Antarktischen Expedition 1938/39 besuchte Region Neuschwabenland.

Eine neue Ära der Antarktisentdeckung begann 1928 mit den Expeditionen des Amerikaners Richard Evelyn Byrd und des Australiers Hubert Wilkins. Wilkins überflog am 20. Dezember 1928 als erster Mensch die Antarktische Halbinsel. Auch auf der zweiten Wilkins-Hearst-Expedition konnten Wilkins und weitere Piloten zwischen Dezember 1929 und Januar 1930 mehrere Flüge über dem antarktischen Festland absolvieren. Den größeren Erfolg konnte jedoch Byrd auf seiner ersten von fünf Antarktis-Expeditionen erzielen, als das von Bernt Balchen gesteuerte Flugzeug Floyd Bennett am 29. November 1929 den Südpol erreichte.
Bei seinen Erkundungen legte Byrd das Hauptaugenmerk auf Forschung. Bei der vom Dezember 1946 bis April 1947 stattfindenden Operation Highjump, der größten Antarktisexpedition aller Zeiten, brachte Byrd 4700 Menschen, 13 Schiffe und 23 Flugzeuge zum Stützpunkt Little America im McMurdo-Sund und ließ mehr als 70.000 Luftbildaufnahmen machen. Byrds Expeditionen legten die Basis für die moderne Kartierung und Erforschung des Kontinents.
Im Südsommer 1938/39 entsandte das Deutsche Reich eine Expedition unter Leitung des erfahrenen Polarkapitäns Alfred Ritscher in die Antarktis. Ziel war die Erkundung der Küstengebiete eines bis dahin kaum erforschten Sektors von Antarktika für die kommerzielle Waljagd. Als Schiff wurde das Katapultschiff Schwabenland ausgewählt, der schwimmende Flugzeugstützpunkt der Lufthansa, von dem mit Hilfe von Dampfkatapulten 10 t schwere Dornier-Flugboote vom Typ Wal starten konnten. Diese revolutionäre Technik verwendete die Lufthansa bereits seit 1934 für den Postverkehr mit Südamerika. Die Schwabenland wurde noch im Herbst 1938 in Hamburger Werften für die Expedition antarktistauglich gemacht. Nach den Umbaumaßnahmen der Schwabenland (sie war vorher hauptsächlich in Tropengewässern eingesetzt worden) verließ sie Hamburg am 17. Dezember 1938 und erreichte die Antarktis am 19. Januar 1939. In den folgenden Wochen wurden auf insgesamt 15 Flügen der beiden Flugboote Boreas und Passat fast 600.000 km² Fläche überflogen und durch 11.600 Schrägluftbilder dokumentiert. Der Abwurf von Aluminium-Stangen mit Hoheitszeichen an den Wendepunkten der Flugpolygone sollte eine Grundlage für deutsche Hoheitsansprüche bilden. Das neuentdeckte Land wurde nach dem Expeditionsschiff Schwabenland als Neuschwabenland bezeichnet.

### 1950er Jahre bis heute
Im Jahr 1952 kam es zu den ersten und bisher einzigen Kampfhandlungen wegen Gebietsansprüchen: 1952 schossen argentinische Soldaten auf britische Forscher, als diese versuchten, eine zerstörte Forschungsstation wieder aufzubauen. Argentinien beanspruchte die Antarktische Halbinsel, da diese Landzunge an ihrem nördlichen Ende nur etwa 1480 km von der Südspitze Südamerikas entfernt ist.
Nach Amundsen und Scott stand erst am 31. Oktober 1956 wieder ein Mensch auf dem Südpol, als der US-amerikanische Konteradmiral George J. Dufek dort mit einem Flugzeug vom Typ R4D Skytrain landete.
Während des Internationalen Geophysikalischen Jahres 1957 bis 1958 fand eine große Zahl von Expeditionen statt. Unter anderem erreichte ein Team um den Neuseeländer Sir Edmund Hillary mit umgebauten Traktoren als erstes nach Scott auf dem Landweg den Südpol, wo am 20. Januar das Team um den Briten Vivian Fuchs auf Shackletons Route hinzustieß und die Forscher gemeinsam als British Commonwealth Transantarctic Expedition bis zum 2. März die erste Durchquerung der Antarktis vollendeten. Außerdem erreichte am 14. Dezember 1958 eine sowjetische Expedition den Südpol der Unzugänglichkeit und richtete dort eine Forschungsstation ein, die bis zum 26. Dezember betrieben wurde.
Reinhold Messner und Arved Fuchs konnten erstmals vom 13. November 1989 bis zum 12. Februar 1990 den gesamten Kontinent über den Südpol in 92 Tagen zu Fuß durchqueren. 2001 folgten ihnen die beiden Antarktis-Abenteurerinnen Ann Bancroft und Liv Arnesen auf Skiern.

## Politischer Status
Antarktika ist kein eigener Staat. Verschiedene Nationen haben Gebietsansprüche erhoben, die sich zum Teil überschneiden. Derzeit erheben sieben Nationen Ansprüche auf acht Territorien in Antarktika:
| Staat                  | Gebiet                              | Gebiet                         |
| Staat                  | deutsch                             | in Landessprache               |
| ---------------------- | ----------------------------------- | ------------------------------ |
| Argentinien            | Argentinisches Antarktisterritorium | Antártida Argentina            |
| Australien             | Australisches Antarktis-Territorium | Australian Antarctic Territory |
| Chile                  | Chilenisches Antarktisterritorium   | Antártica Chilena              |
| Frankreich             | Adélieland                          | Terre Adélie                   |
| Neuseeland             | Ross-Nebengebiet                    | Ross Dependency                |
| Norwegen               | Königin-Maud-Land Peter-I.-Insel    | Dronning Maud Land Peter I Øy  |
| Vereinigtes Königreich | Britisches Antarktis-Territorium    | British Antarctic Territory    |

Das Marie-Byrd-Land, in Westantarktika zwischen dem chilenisch und dem neuseeländisch beanspruchten Territorium gelegen, wird von keinem Staat beansprucht.
1961 trat der Antarktisvertrag in Kraft, der alle bis dahin gestellten Gebietsansprüche ausklammert und allen interessierten Nationen freien Zugang für wissenschaftliche Zwecke gewährt. Durch Zusatzprotokolle wurde der Antarktisvertrag ergänzt, um den Schutz der natürlichen Ressourcen für die Zukunft zu gewährleisten. Der Antarktisvertrag verbietet wirtschaftliche Aktivitäten außer der Forschung und dem Tourismus. Der Tourismus hat in den letzten Jahren stark zugenommen und größter Arbeitgeber in der Antarktis ist die für die US-Stationen zuständige Raytheon Polar Services Company.
Da Antarktika kein Staat ist und keine Regierung hat, verfügt der Kontinent auch über keine eigene Flagge. Die Flagge des Antarktisvertrags besitzt zwar offiziellen Status, ist aber nicht die Flagge des Kontinents. Als einzige Flagge, die von den Nationalen Antarktisprogrammen übernommen wurde, hat True South (deutsch „Wahrer Süden“) vielleicht den offiziellsten Status.

Wahrer Süden
Flaggenvorschlag von Graham Bartram
Flaggenvorschlag von Whitney Smith
Flagge des Antarktis-Vertrags

## Bevölkerung
Antarktika hat keine Bevölkerung im eigentlichen Sinne. In den über 80 Forschungsstationen leben jedoch im Sommer circa 4000 und im Winter etwa 1000 Menschen, wobei die genaue Anzahl stark variiert. Allein auf der größten Station, der McMurdo-Station, lebten im Juli 2005 (also mitten im antarktischen Winter) 79 Frauen und 162 Männer. Zusätzlich leben etwa 1000 Menschen auf den Schiffen in den antarktischen Gewässern.
Die einzigen beiden offiziell zivilen Siedlungen sind die argentinische Esperanza-Station (in der Nähe von Hope Bay) mit etwa 55 Einwohnern im Winter und das chilenische Villa Las Estrellas mit etwa 80 Einwohnern im Winter. Auf diese beiden Orte gehen auch alle bekannten Geburten in Antarktika zurück, insgesamt wurden dort bereits mindestens 11 Kinder geboren. Am 7. Januar 1978 wurde in der Esperanza-Station mit Emilio Palma das erste Baby auf dem antarktischen Festland geboren, es folgten dort 1978–1983 sieben weitere. 1984/1985 wurden in Villa Las Estrellas drei Kinder geboren.
In Antarktika wird eine eigene Varietät des Englischen gesprochen, Antarktisches Englisch.

## Forschungsstationen und Zonenzeiten

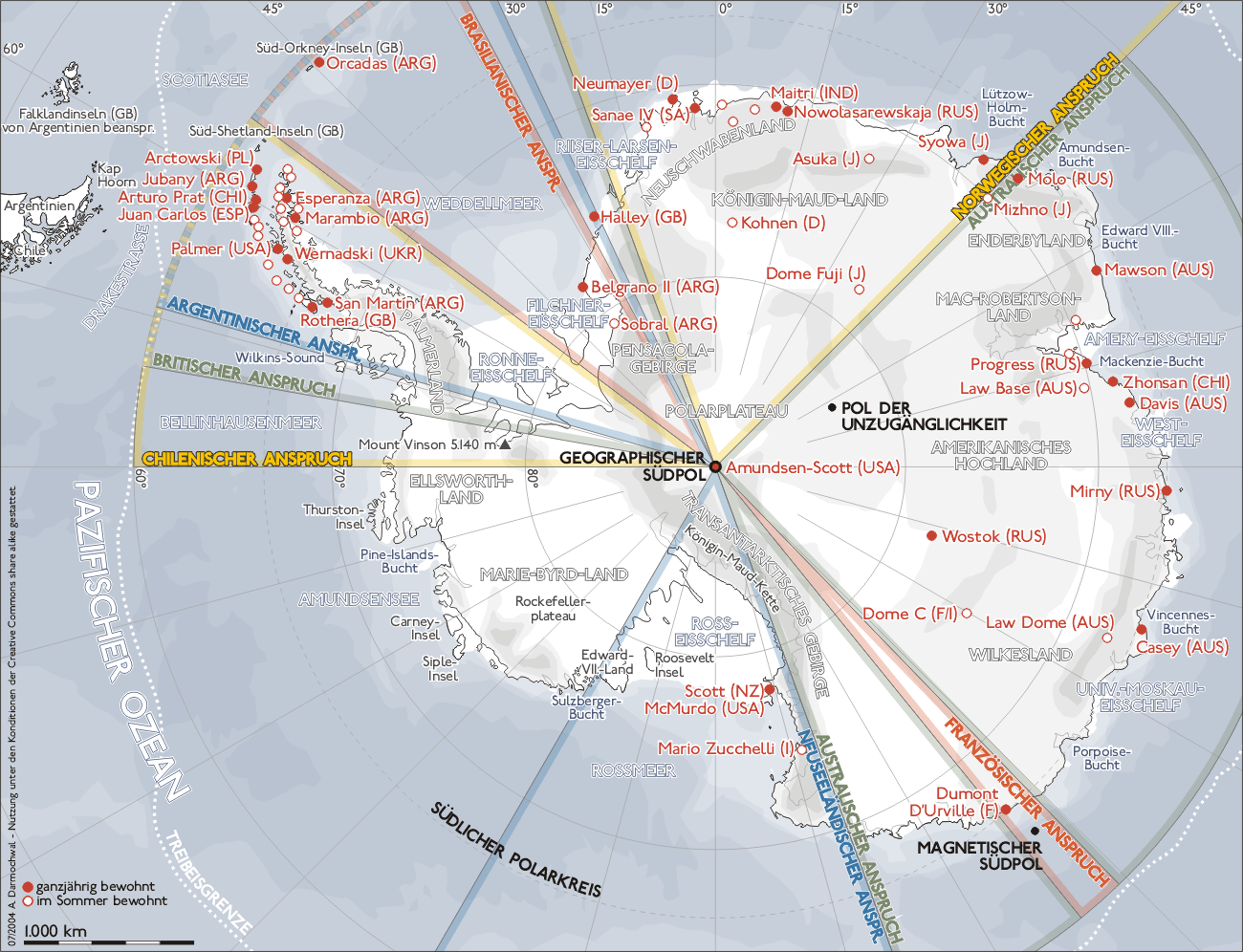
Forschungsstationen

Im südlichen Bereich innerhalb des 60. Breitengrades existieren nach Angaben von COMNAP 82 Forschungsstationen, davon sind 37 Stationen ganzjährig und 36 Stationen nur in den Sommermonaten im Einsatz.
Hervorzuheben sind hierbei die US-amerikanischen Stationen Palmer und McMurdo, deren Häfen die logistische Grundlage der meisten Aktivitäten in der Antarktis bilden, sowie die Amundsen-Scott-Südpolstation und aus deutscher Sicht die Neumayer-Station III.
Antarktika hat keine definierten Zeitzonen. Es wurde vorgeschlagen, die gesamte Antarktis unter eine einzige Zeitzone, UTC, zu stellen. In der Praxis verwenden die einzelnen Forschungsstationen oft die Zeitzone ihres jeweiligen Heimatlandes oder die Zeitzone des Flughafens, mit dem sie logistisch eng verbunden sind, zum Beispiel verwenden die US-amerikanischen Stationen Neuseeland-Zeit. In der gegenseitigen Kommunikation zwischen den Stationen wird UTC verwendet, wie beim Amateur- und Flugfunk üblich.
Da die Zeitzonensituation unklar ist, ist auch unklar, ob die Datumsgrenze entlang des 180. Längengrades bis zum Südpol reicht, oder ob sie am Polarkreis endet.

## Infrastruktur und Kommunikation

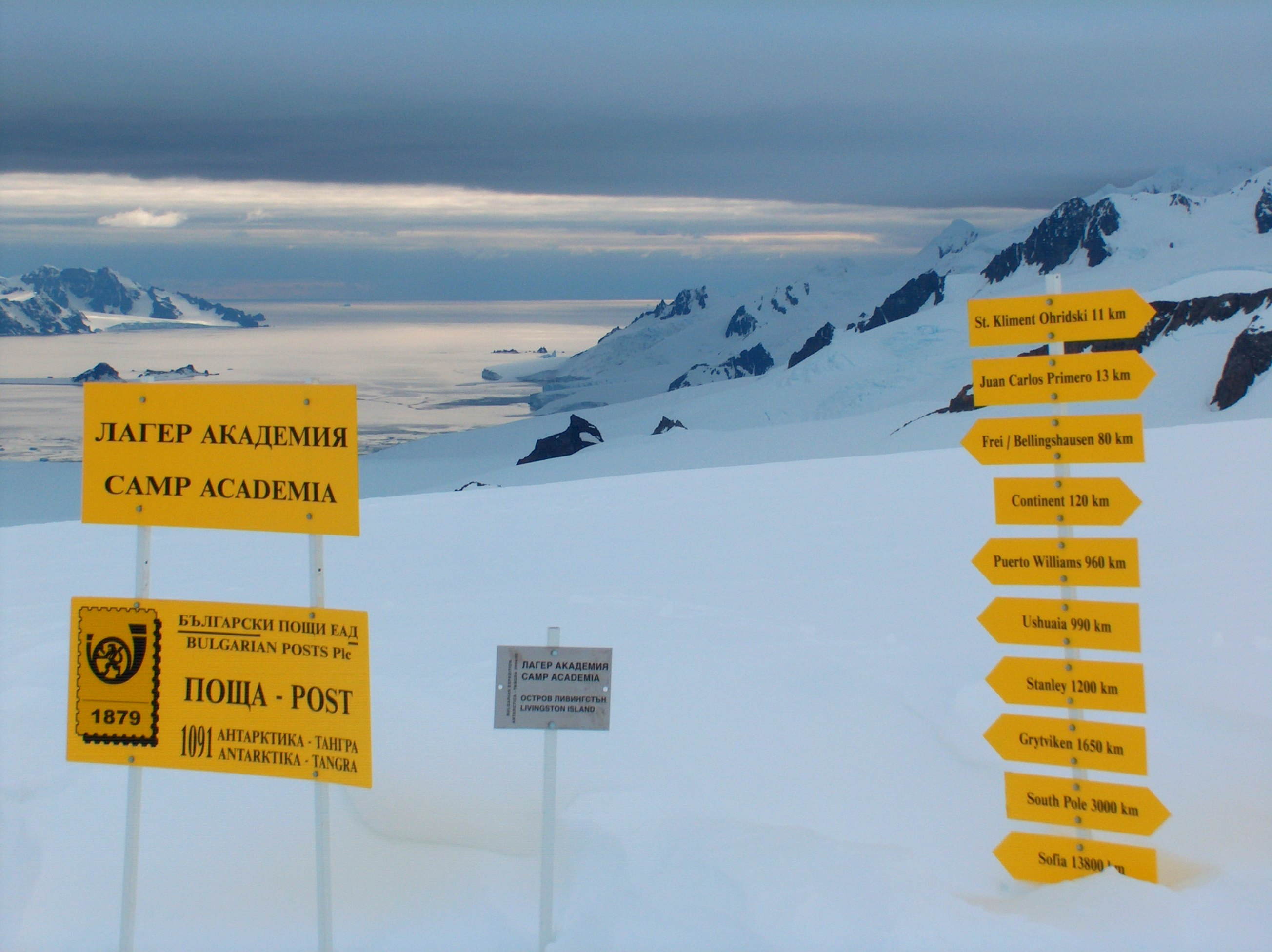
Antarktisches Postamt

Der Großteil des Transports von Menschen und Material erfolgt über Luftverkehr mit Flugzeugen und Helikoptern. 27 Stationen besitzen Flugstreifen und/oder Hubschrauberlandeplätze. Die Pisten bestehen teils aus Schotter, teils aus Eis oder zusammengedrücktem Schnee. Eine Landebahn ist länger als drei Kilometer und sechs weitere sind zwischen zwei und drei Kilometer lang. Die Versorgung der Festlandstationen wird überwiegend von Lockheed-C-130-Hercules-Flugzeugen der New York Air National Guard übernommen. Im Dezember 2007 begannen zivile Linienflüge zur Casey-Station.
Die US-amerikanische Marine unterhält zwei Seehäfen, McMurdo und Palmer, deren Nutzung jedoch durch die US-amerikanische Regierung stark reglementiert ist. Es gibt außerdem Ankerplätze vor der Küste, von wo aus Waren mit kleineren Booten, Frachtkähnen oder Helikoptern zu Küstenstationen an Land gebracht werden.
Es gibt nur wenige, qualitativ schlechte und häufig schneeverwehte Straßen in Antarktika. Die bedeutendste längere Strecke ist die 1500 Kilometer lange South Pole Traverse, die 2006/2007 vollendet wurde und die amerikanischen Stationen McMurdo an der Küste und Amundsen-Scott am Südpol verbindet. Sie wurde gebaut, indem man Schnee einebnete und Gletscherspalten auffüllte. Der Landverkehr erfolgt mit Kettenfahrzeugen, in der Vergangenheit mit Hundeschlitten, und zu Fuß mit Skiern oder Schneeschuhen.
Von militärischen Kommunikationswegen und Amateurfunk abgesehen, ist das Iridium-System nutzbar.
Obwohl Antarktika kein Staat ist, besitzt der Kontinent eine eigene länderspezifische Top-Level-Domain „.aq“, sowie die ISO-codes AQ, ATA und 010. Postleitzahlen gibt es je nach Staatenzugehörigkeit der Territorien in 3 unterschiedlichen Systemen: Britisches Antarktis-Territorium: BIQQ 1ZZ, Australisches Antarktis-Territorium: 7151. ZIP-code für McMurdo Station: 96599, volle Adresse: PSC 469 Box 700, APO AP 96599-1035, (optional:) Antarctica. Die Adressierung „McMurdo Station, Air Post Office, Private Bag 4747, Christchurch 8140, New Zealand“ routet hingegen nicht über die USA. Die Amundsen-Scott South Pole Station hat den US-ZIP-Code 96598.

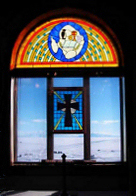
Sicht vom Innenraum der Chapel of the Snows

Es gibt seit 1956 Sakralbauten in der Antarktis. Der mittlerweile von einem russisch-orthodoxen Kreuz überragte Friedhof der Buromski-Insel gehört mit über 60 bestatteten Menschen zu den geschützten Antarktisdenkmälern.

## Bodenschätze
Bislang wurden in Antarktika verschiedene Erzminerale von Buntmetallen, Industriemineralen und Edelmetallen gefunden. Derartige Funde von Erzmineralen in meist unbedeutenden Konzentrationen wurden von verschiedenen Autoren zu Karten der „Bodenschätze Antarktikas“ zusammengefasst. Lagerstätten im bergbaulichen Sinne bilden nur die Kohlevorkommen im Transantarktischen Gebirge und den Prince Charles Mountains, sowie Eisenerze in den Prince Charles Mountains.
Im südlichen Transantarktischen Gebirge und der Queen Alexandra Range treten zwischen 10 und 30 Flöze mit Mächtigkeiten von 0,1 bis 3,6 m auf; ein Flöz erreicht lokal sogar eine Mächtigkeit von 11 m. Es handelt sich um Gaskohle mit durchschnittlichen Aschegehalten um 11 %. In den permischen Sedimentbecken um den Beaver Lake in den Prince Charles Mountains hat man 63 Flöze mit 0,1 bis 2,2 m Mächtigkeit gezählt, von denen 17 über 0,7 m mächtig sind. Die gesamten bekannten Vorräte betragen 16,9 Milliarden Tonnen, vermutet werden weitere Vorräte unter dem Eis in der Größenordnung einiger hundert Milliarden Tonnen Kohle.
Die Eisenerzvorkommen der Prince Charles Mountains sind am Mount Ruker aufgeschlossen, sie lassen sich unter dem Eis als 5 bis 10 km breite magnetische Anomalien über mehr als 120 km verfolgen. Mit Gehalten an Eisenoxid (FeO) von 33,7 bis 57,4 % liegt die Qualität dieser Erze unterhalb der derzeit weltweit als bauwürdig angesehenen Vorkommen.
Generell beruhen die Abschätzungen des Rohstoffpotentials Antarktikas auf statistischen Hochrechnungen, bei der man die durchschnittliche Häufigkeit bestimmter Rohstoffe in den ehemals in Gondwana benachbarten Kontinenten Australien, Indien, südliches Afrika und Südamerika zur Fläche Antarktikas ins Verhältnis setzt. Demnach wären etwa 45 Milliarden Barrel Erdöl und 326 Billionen Kubikmeter Erdgas in den Sedimentbecken Antarktikas sowie auf dem Kontinentalschelf zu erwarten. Von diesen theoretisch zu erwartenden Lagerstätten wurde allerdings bisher keine entdeckt.
In den 1980er Jahren wurde von den Vertragsstaaten ein Übereinkommen zur Regelung der Tätigkeiten im Zusammenhang mit mineralischen Ressourcen der Antarktis verhandelt. Nachdem das Abkommen 1988 verabschiedet wurde, erhielt es viel Kritik und von Australien und Frankreich wurde vorgeschlagen, Antarktika zu einem Wildpark umzuwandeln. Dies führte zum Erlassen des Umweltschutzprotokoll zum Antarktisvertrag von 1991. Dieses verbietet die Prospektion, Erschließung oder Gewinnung von Bodenschätzen in der Antarktis, dieses Bergbaumoratorium kann erst 50 Jahre nach Inkrafttreten, d. h. im Jahre 2041, durch eine Dreiviertelmehrheit der Konsultativstaaten des Antarktisvertrags neu verhandelt werden.